# Liste der Biografien/Las
Liste der Biografien |
Portal Biografien |
Personensuche
# |
A |
B |
C |
D |
E |
F |
G |
H |
I |
J |
K |
L |
M |
N |
O |
P |
Q |
R |
S |
T |
U |
V |
W |
X |
Y |
Z |
?
 
La |
Lb |
Lc |
Le |
Lg |
Lh |
Li |
Lj |
Ll |
Lm |
Lo |
Lp |
Lt |
Lu |
Lv |
Lw |
Lx |
Ly |
Lz
 
Laa |
Lab |
Lac |
Lad |
Lae–Lah |
Lai |
Laj |
Lak |
Lal |
Lam |
Lan |
Lao |
Lap |
Laq |
Lar |
Las |
Lat |
Lau |
Lav |
Law |
Lax |
Lay |
Laz
Die Liste der Biografien führt alle Personen auf, die in der deutschsprachigen Wikipedia einen Artikel haben. Dieses ist eine Teilliste mit 634 Einträgen von Personen, deren Namen mit den Buchstaben „Las“ beginnt.

## Las
- Las Casas, Francisco de, spanischer Konquistador in Neu-Spanien (Mexiko) und Honduras
- Las Cases, Emmanuel de (1766–1842), französischer Offizier und Politiker
- Las Cases, Emmanuel Pons Dieudonné de (1800–1854), französischer Politiker
- Las Cases, Félix de (1819–1880), französischer Geistlicher und römisch-katholischer Bischof von Constantine-Hippone
- Las Cuevas, Armand de (1968–2018), französischer RadrennfahrerArmand de Las Cuevas (1968–2018)

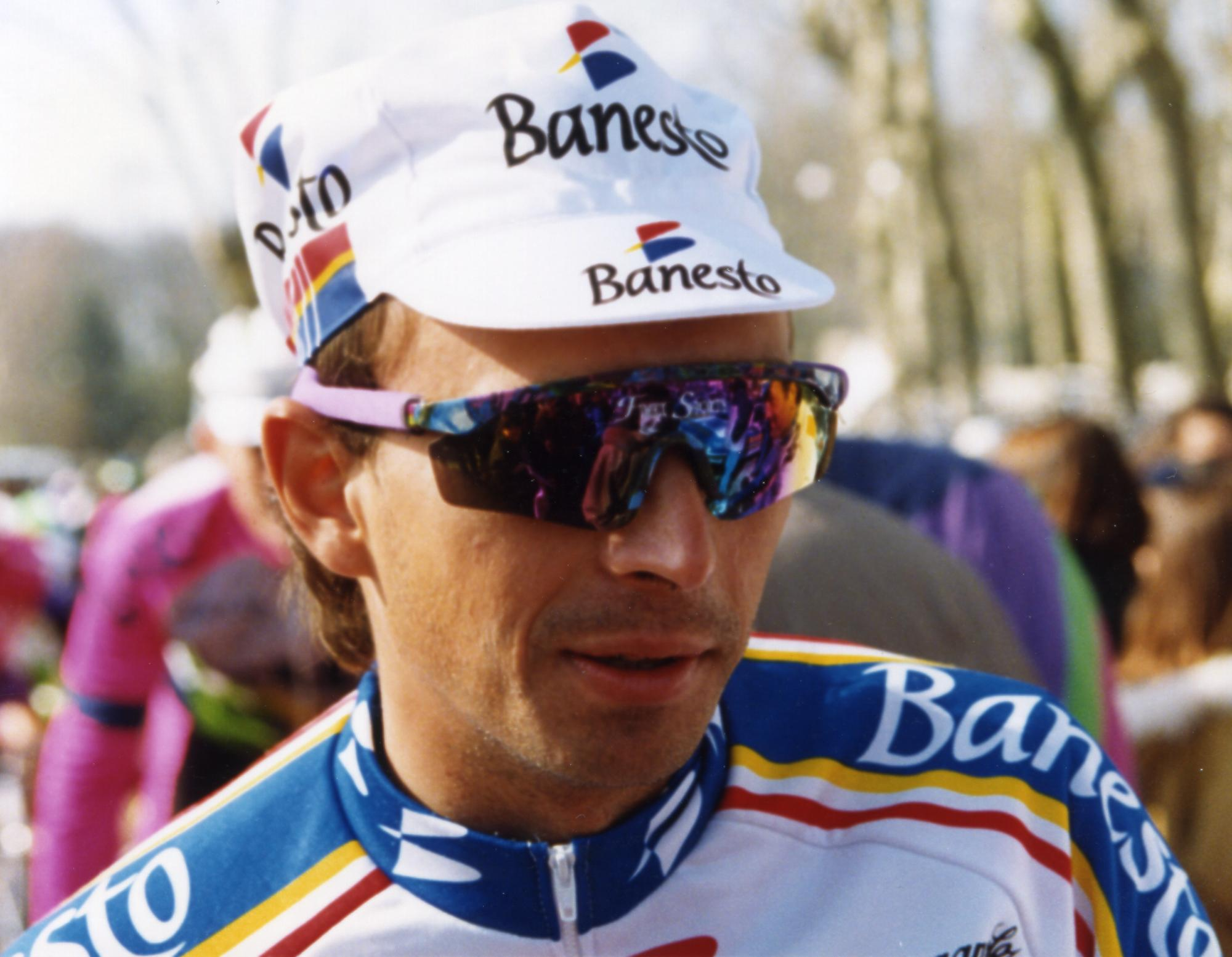
Armand de Las Cuevas (1968–2018)

- Las Heras, Francisco (1914–1998), chilenischer Fußballspieler
- Las Heras, Francisco (* 1949), chilenischer Fußballspieler
- Las Heras, Juan Gregorio de (1780–1866), argentinischer Militärangehöriger, Unabhängigkeitskrieger
- Las Santas, Adelaida (1918–2006), spanische Dichterin
- Las-Torres, Béla von (1890–1915), ungarischer Schwimmer

### Lasa
- Lasa, Emiliano (* 1990), uruguayischer Leichtathlet
- Lasa, José Manuel (* 1939), spanischer Radrennfahrer
- Lasa, Maixabel (* 1951), spanische Aktivistin und Politikerin
- Lasa, Miguel María (* 1947), spanischer Radrennfahrer
- Lasa, Mikel (* 1971), spanischer Fußballspieler
- Lasagna, Kevin (* 1992), italienischer Fußballspieler
- Lasagna, Luigi Giuseppe (1850–1895), italienischer Ordensgeistlicher, Missionar und römisch-katholischer Bischof
- Lasagni, Andrés Fabián (* 1977), argentinischer, italienischer und deutscher Materialwissenschaftler und Laserexperte
- Lasagni, Pietro (1814–1885), italienischer Geistlicher, Kurienkardinal
- Łasak, Henryk (1932–1973), polnischer Radrennfahrer
- Lašák, Ján (* 1979), slowakischer Eishockeytorwart
- Lasakowitsch, Tamara Wassiljewna (1954–1992), sowjetische Kunstturnerin
- Lasala y Collado, Fermín (1830–1917), spanischer Diplomat, Botschafter Spaniens im Vereinigten Königreich (1902–1905)
- Lasala, Ángel E. (1914–2000), argentinischer Komponist und Pianist
- Lasala, Patricia, argentinische Tangosängerin
- Lasalarie, Joseph (1893–1957), französischer Politiker
- Lasalle von Louisenthal, Rudolf de (1816–1892), preußischer Landrat des Landkreises Merzig
- Lasalle, Antoine Charles Louis de (1775–1809), französischer GeneralAntoine Charles Louis de Lasalle (1775–1809)

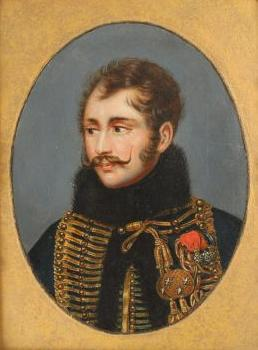
Antoine Charles Louis de Lasalle (1775–1809)

- LaSalle, Denise (1934–2018), US-amerikanische Blues-, Soul- und Rhythm-and-Blues-Sängerin
- Lasalle, Jean, französischer Autorennfahrer
- LaSalle, Joseph P. (1916–1983), US-amerikanischer Mathematiker
- Lasalle, Octavie de (1811–1890), deutsch-französische Malerin
- LaSalle, Richard (1918–2015), US-amerikanischer Filmkomponist
- LaSalle, Ron, US-amerikanischer Rockmusiker
- Lasalvia, Sílvio Tasso (1942–1992), brasilianischer Fußballspieler
- Lasance, Todd (* 1985), australischer SchauspielerTodd Lasance (* 1985)

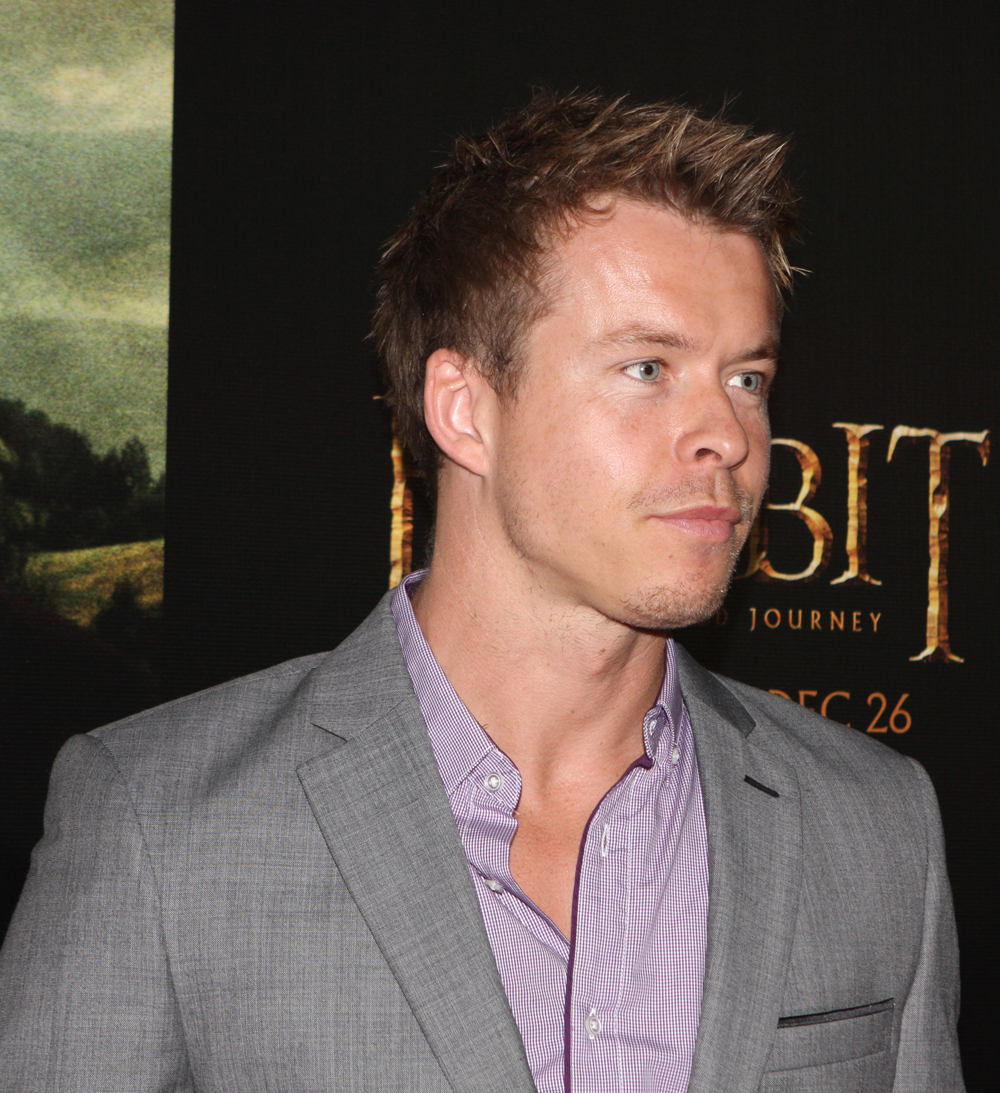
Todd Lasance (* 1985)

- Lasanen, Otto (1891–1958), finnischer Ringer
- Lasap Za Hawng, Philip (* 1945), myanmarischer Geistlicher und römisch-katholischer Bischof von Lashio
- Lasar, Charles Augustus C. (1856–1936), US-amerikanisch-französischer Maler und Kunstlehrer
- Lasar, David (* 1952), österreichischer Politiker (FPÖ), Abgeordneter zum Nationalrat
- LaSardo, Robert (* 1963), US-amerikanischer Schauspieler
- Lasarenko, Jewhen (1912–1979), ukrainisch-sowjetischer Geologe, Mineraloge und Universitätsrektor
- Lasarenko, Kateryna (* 2004), ukrainische Tennisspielerin
- Lasarenko, Oleksij (* 1976), ukrainischer Eishockeyspieler und -trainer
- Lasarenko, Olga (* 1980), russische Freestyle-Skierin
- Lasarenko, Pawlo (* 1953), ukrainischer PolitikerPawlo Lasarenko (* 1953)

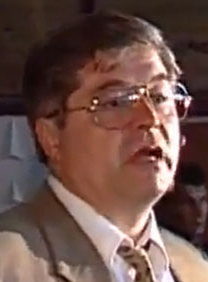
Pawlo Lasarenko (* 1953)

- Lasarenko, Tetjana (* 2003), ukrainische Beachvolleyballspielerin
- Lasarenko, Wiktorija Sergejewna (* 2003), russische Freestyle-Skisportlerin
- Lasarew, Alexander Sergejewitsch (1938–2011), sowjetischer bzw. russischer Schauspieler
- Lasarew, Anton Pawlowitsch (* 1990), russischer Eishockeyspieler
- Lasarew, Eduard Leonidowitsch (1935–2008), moldauisch-sowjetischer Komponist russischer Herkunft
- Lasarew, Iwan Lasarewitsch (1735–1801), armenisch-russischer Juwelier und Mäzen
- Lasarew, Iwan Wladimirowitsch (* 1983), russischer Naturbahnrodler
- Lasarew, Lewon Konstantinowitsch (1928–2004), georgischer Bildhauer und Maler
- Lasarew, Marklen Iwanowitsch (1920–2006), armenisch-sowjetischer Jurist
- Lasarew, Maxim Alexandrowitsch (* 1985), russischer Entomologe
- Lasarew, Michail Petrowitsch (1788–1851), russischer Admiral
- Lasarew, Nikita Gerassimowitsch (1866–1932), russischer Architekt und Bauunternehmer
- Lasarew, Nikolai Wassiljewitsch (1895–1974), sowjetischer Toxikologe und Pharmakologe
- Lasarew, Pjotr Petrowitsch (1878–1942), russischer Physiker, Geophysiker, Biophysiker und Hochschullehrer
- Lasarew, Sergei Nikolajewitsch (* 1952), russischer Forscher, Psychologe und Schriftsteller
- Lasarew, Sergei Wjatscheslawowitsch (* 1983), russischer Sänger und SchauspielerSergei Wjatscheslawowitsch Lasarew (* 1983)

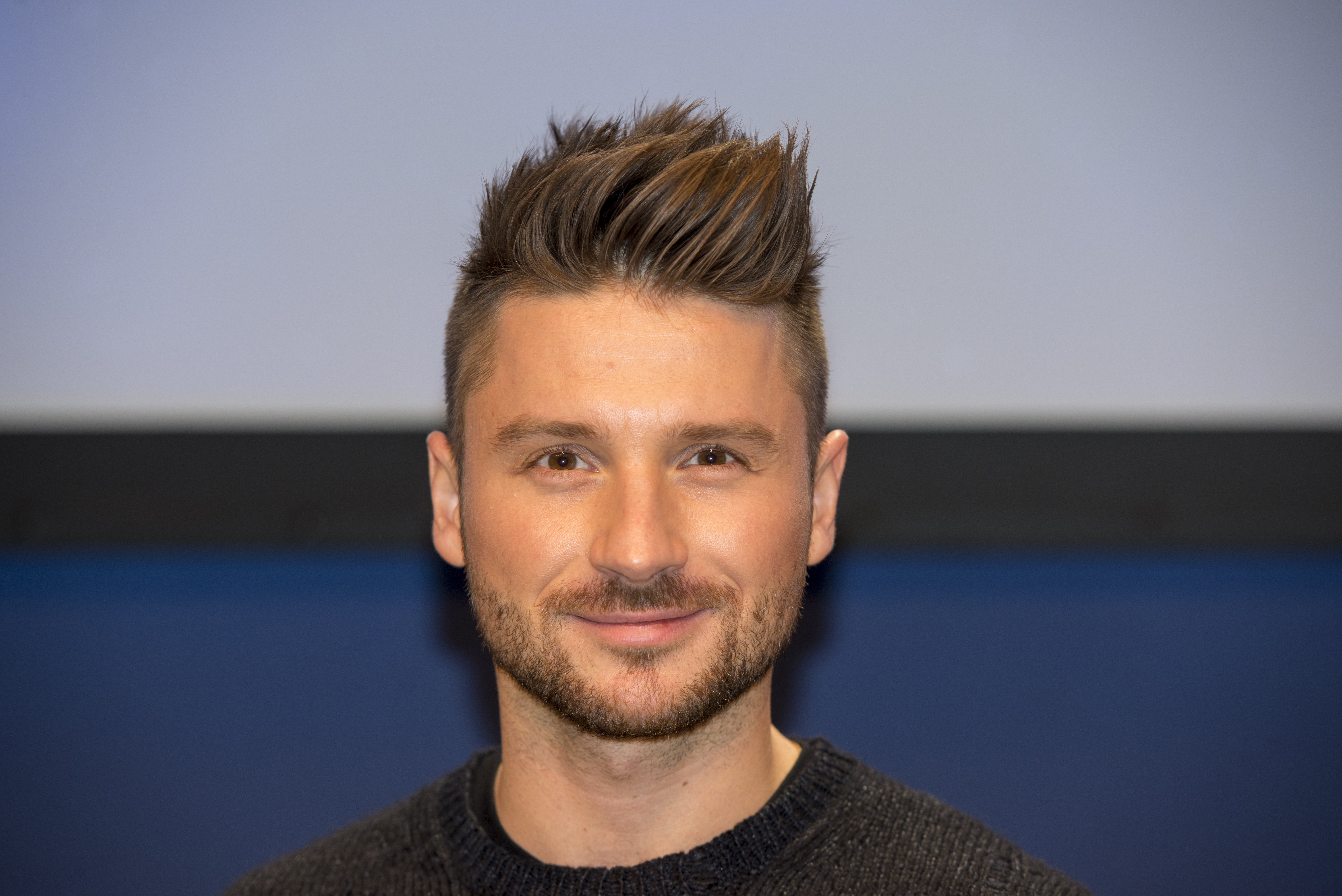
Sergei Wjatscheslawowitsch Lasarew (* 1983)

- Lasarew, Wassili Grigorjewitsch (1928–1990), sowjetischer Kosmonaut
- Lasarew, Wiktor Andrejewitsch (1918–2007), sowjetischer bzw. russischer Filmschauspieler
- Lasarew, Wiktor Nikititsch (1897–1976), russisch-sowjetischer Kunsthistoriker und Autor
- Lasarewa, Antonina Nikolajewna (* 1941), sowjetische Hochspringerin
- Lasarewa, Jelisaweta Dmitrijewna (* 2002), russische Fußballspielerin
- Lasarewa, Margarita Walerjewna (* 1990), russische Tennisspielerin
- Lasarewa, Nina Andrejewna (* 1984), russische Rhythmische Sportgymnastin
- Lasarewa, Tetjana (* 1981), ukrainische Ringerin
- Lasarewska, Kateryna (1879–1939), sowjetische Historikerin
- Lasarewskyj, Oleksandr (1834–1902), ukrainisch-russischer Historiker
- Lasarewskyj, Wassyl (1817–1890), ukrainischer Schriftsteller und Übersetzer sowie russischer Geheimrat
- Lasarow, Aleksandar (* 1990), bulgarischer Biathlet
- Lasarow, Aleksandar (* 1997), bulgarischer Tennisspieler
- Lasarow, Dimitri (* 1946), bulgarischer Eishockeyspieler
- Lasarow, Iwan (1889–1952), bulgarischer Bildhauer
- Lasarow, Sdrawko (* 1976), bulgarischer Fußballspieler
- Lasarowa, Ruscha (* 1968), bulgarische Schriftstellerin
- Lasarowa, Wanja (1930–2017), mazedonische Volksmusiksängerin
- Lasarowytsch, Oleksandr (* 1984), ukrainischer Skispringer
- Lasarte Topolansky, Martín (* 1962), uruguayischer römisch-katholischer Geistlicher, Bischof von Lwena
- Lasarte, Martín (* 1961), uruguayischer Fußballspieler und Trainer
- Lasarzik, Otto (1903–1965), deutscher Landwirt und SS-Obersturmführer
- Lasatowicz, Maria Katarzyna (* 1951), polnische Germanistin und Hochschullehrerin
- Lasaulx, Amalie von (1815–1872), Ordensschwester und Unterstützerin der Altkatholischen Kirche
- Lasaulx, Arnold Timothée de (1774–1863), Bürgermeister von Moresnet (1817–1859)
- Lasaulx, Arnold von (1839–1886), deutscher Mineraloge und Geologe
- Lasaulx, Ernst von (1805–1861), klassischer Philologe, Geschichtsphilosoph und Politiker
- Lasaulx, Friedrich von (1870–1914), deutscher Kaufmann, Mitglied des Provinziallandtages der Provinz Hessen-Nassau
- Lasawik, Dsjanis (* 2006), belarussischer Schachgroßmeister

### Lasb
- Lasberg, Friedrich Heinrich von (1766–1839), preußischer Offizier und Landrat

### Lasc
- Lasca, Francesco (* 1988), italienischer Straßenradrennfahrer
- Lascalea, Rafael (* 1891), argentinischer Diplomat und Politiker
- Lascano Tegui, Vizconde de (1887–1966), argentinischer Diplomat und Schriftsteller
- Lascar, Annabelle (* 1985), mauritische Mittelstreckenläuferin
- Lascăr, Mihail (1889–1959), rumänischer Offizier, zuletzt General im Zweiten Weltkrieg und Verteidigungsminister (1946–1947)
- Láscarez, Carlos (1931–2014), costa-ricanischer Fußballspieler und -trainer
- Lascaris di Ventimiglia, Beatrice († 1418), Herzogin von Mailand
- Lascaris-Castellar, Jean de (1560–1657), Großmeister des Malteserorden
- Lascarro Tapia, Ariel (* 1967), kolumbianischer Geistlicher, römisch-katholischer Bischof von Magangué
- Lascău, Daniel (* 1969), deutscher Judo-Weltmeister rumänischer Herkunft
- Lašček, Stanislav (* 1986), slowakischer Eishockeyspieler
- Lascelles, David, 8. Earl of Harewood (* 1950), britischer Film- und Fernsehproduzent
- Lascelles, Frank (1841–1920), britischer Botschafter
- Lascelles, George, 7. Earl of Harewood (1923–2011), britischer Adeliger, Mitglied des britischen Königshauses
- Lascelles, Henry, 6. Earl of Harewood (1882–1947), britischer Offizier und AdligerHenry Lascelles, 6. Earl of Harewood (1882–1947)

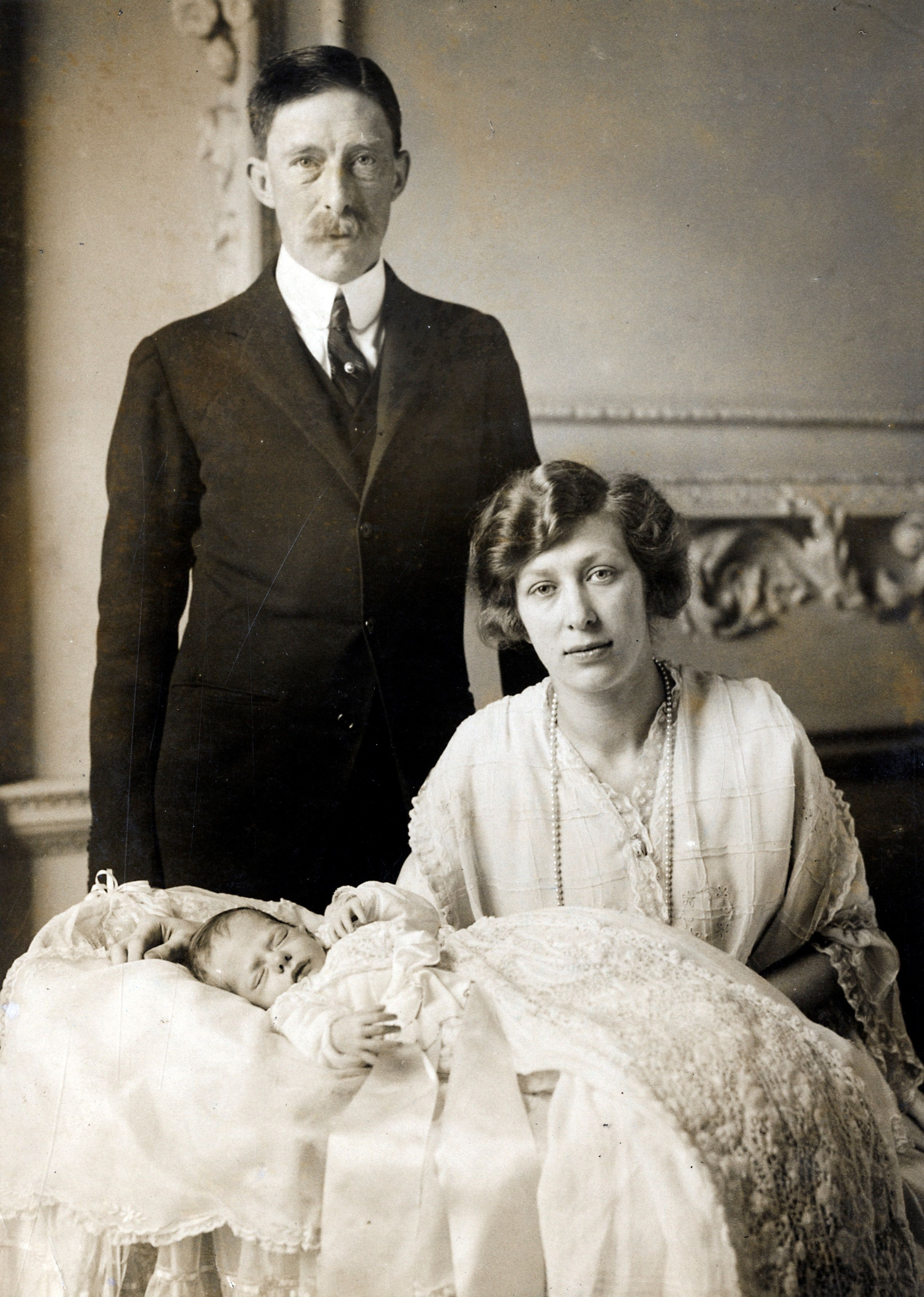
Henry Lascelles, 6. Earl of Harewood (1882–1947)

- Lascelles, Jamaal (* 1993), englischer Fußballspieler
- Lascelles, James (* 1953), britischer Keyboarder und Perkussionist
- Lasceux, Guillaume (1740–1831), französischer Komponist und Organist
- Lasch, Agathe (1879–1942), deutsche Germanistin und NS-Opfer
- Lasch, Alexander (* 1976), deutscher Linguist; Professor an der TU Dresden
- Lasch, Bernd (1901–1979), deutscher Kunsthistoriker und Museumsdirektor
- Lasch, Burkhard (* 1940), deutscher Musiker, Komponist, Produzent, Autor und Liedtexter
- Lasch, Carl Johann (1822–1888), deutscher Maler
- Lasch, Christopher (1932–1994), US-amerikanischer Historiker und Sozialkritiker
- Lasch, Eli Erich (1929–2009), israelischer Kinderarzt
- Lasch, Eugen (1870–1911), deutscher Musiker, Musikpädagoge und Komponist
- Lasch, Hanns Gotthard (1925–2009), deutscher Internist und Hochschullehrer
- Lasch, Hermann (1861–1926), deutscher Landschaftsmaler
- Lasch, Karl (1904–1942), deutscher Volkswirtschaftler und JuristKarl Lasch (1904–1942)

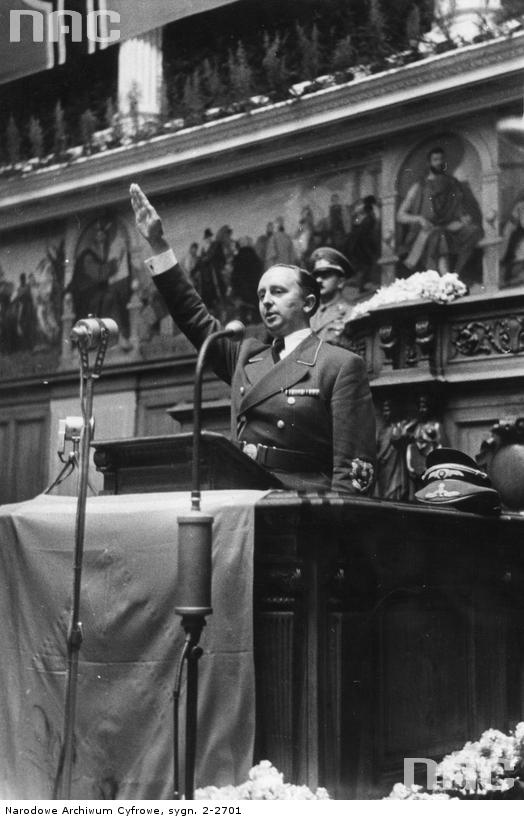
Karl Lasch (1904–1942)

- Lasch, Kurt (1886–1977), deutscher Politiker (NSDAP), MdR und SA-Führer
- Lasch, Matthias (* 2004), österreichischer Leichtathlet
- Lasch, Otto (1893–1971), deutscher General der Infanterie (Wehrmacht)
- Lasch, Ryan (* 1987), US-amerikanischer Eishockeyspieler
- Lasch, Simon (1796–1868), böhmisch-österreichischer Talmudist und Rabbiner
- Lasch, Tanja (* 1975), deutsche Pop-Schlagersängerin
- Lasch, Udo (* 1951), deutscher Fußballspieler
- Lasch, Wilhelm Gottfried (1787–1863), deutscher Apotheker, Botaniker und Mykologe
- Läsch-Weber, Beate (* 1957), deutsche Politikerin (CDU) und ehemalige Richterin am Verfassungsgerichtshof Rheinland-Pfalz
- Laschan, Anton (1811–1897), österreichischer Verwaltungsjurist und Politiker
- Laschan, Claudia (* 1964), österreichische Politikerin (SPÖ), Landtagsabgeordnete
- Laschat, Sabine (* 1963), deutsche Chemikerin (Organische Chemie)
- Laschchi, Rewas (* 1988), georgischer Ringer
- Lasche, Oskar (1868–1923), deutscher Maschinenbau-, Elektro- und Eisenbahningenieur
- Laschen, Gregor (1941–2018), deutscher Dichter, Schriftsteller und Herausgeber
- Laschenzewa, Nina Nikolajewna (1901–1988), sowjetische Schauspielerin
- Lascher, David (* 1972), US-amerikanischer Schauspieler
- Laschet, Andreas (* 1955), deutscher Maschinenbauingenieur
- Laschet, Armin (* 1961), deutscher Politiker (CDU), Ministerpräsident von Nordrhein-Westfalen, MdB, MdEP, MdLArmin Laschet (* 1961)

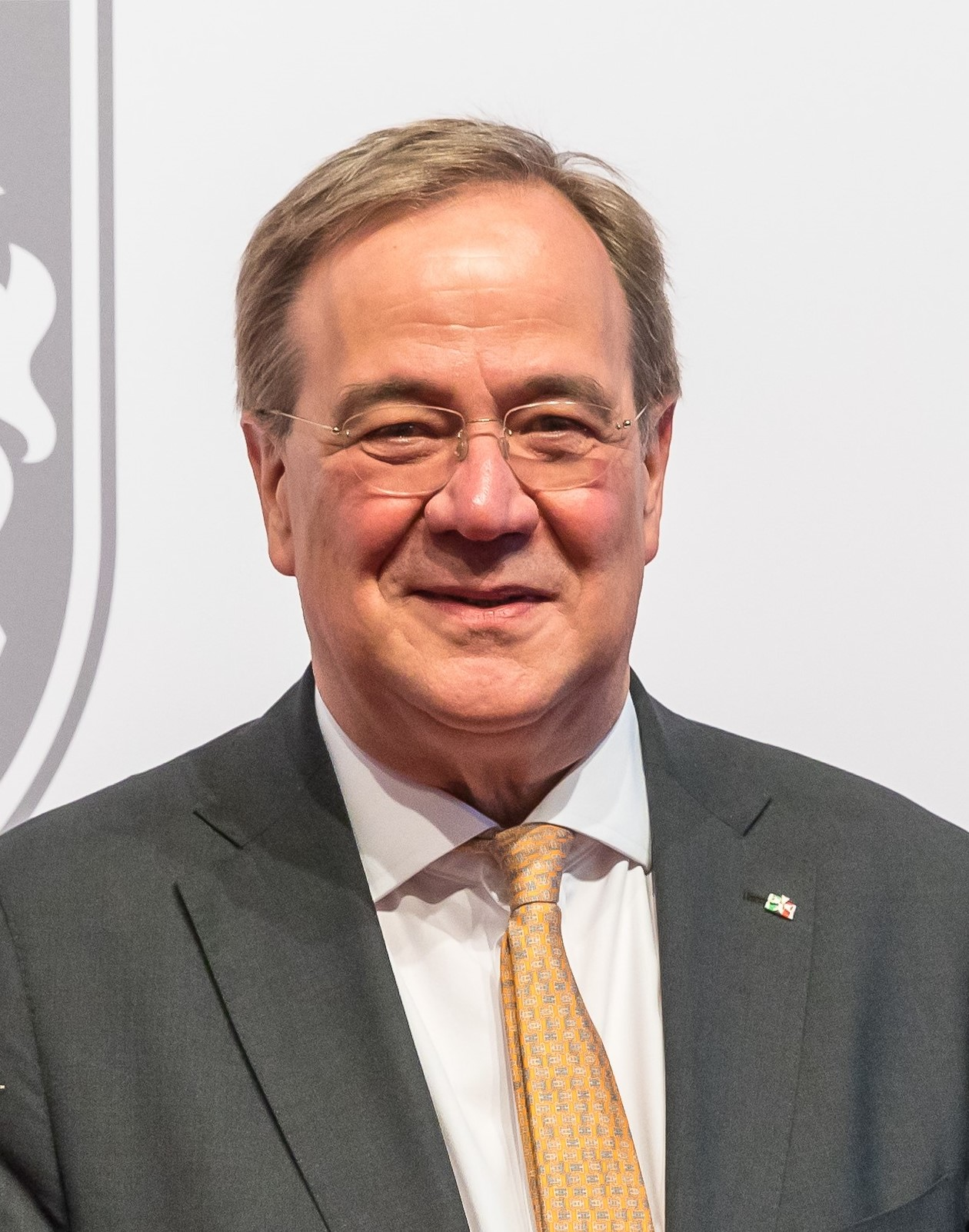
Armin Laschet (* 1961)

- Laschet, Willi (1920–2010), deutscher Maler und Graphiker, insbesondere für großflächige Kinoplakate
- Laschetschnikow, Iwan Iwanowitsch (1792–1869), russischer Autor und Dichter
- Laschewitsch, Michail Michailowitsch (1884–1928), sowjetischer Staatsfunktionär und Militär
- Laschewski, Hermann (* 1885), deutscher Politiker (USPD/KPD)
- Laschi González, Julio Benigno (1914–1969), paraguayischer römisch-katholischer Geistlicher, Weihbischof in Asunción
- Laschinger, Johannes (* 1955), deutscher Historiker und Archivar
- Laschitza, Annelies (1934–2018), deutsche Historikerin
- Laschitza, Hubert (1926–2008), deutscher Jurist und Kommunalpolitiker (CDU)
- Laschitzer, Simon (1848–1908), österreichischer Bibliothekar und Historiker
- Laschkarjow, Wadim Jewgenjewitsch (1903–1974), ukrainischer Halbleiter-Physiker
- Laschko, Irina Jewgenjewna (* 1973), russische und australische Wasserspringerin
- Laschmanowa, Jelena Anatoljewna (* 1992), russische Leichtathletin
- Laschober-Luif, Carina (* 1981), österreichische Politikerin (ÖVP), Landtagsabgeordnete
- Laschtschenko, Pjotr Nikolajewitsch (1910–1992), sowjetischer Armeegeneral
- Laschtschewska, Anna (* 2007), ukrainische Geräteturnerin
- Laschütza, Susanne (* 1967), deutsche Illustratorin, Grafikerin und Bilderbuchautorin
- Lasciac, Antonio (1856–1946), italienischer Architekt
- Lasco, Johannes a (1499–1560), Theologe und ReformatorJohannes a Lasco (1499–1560)

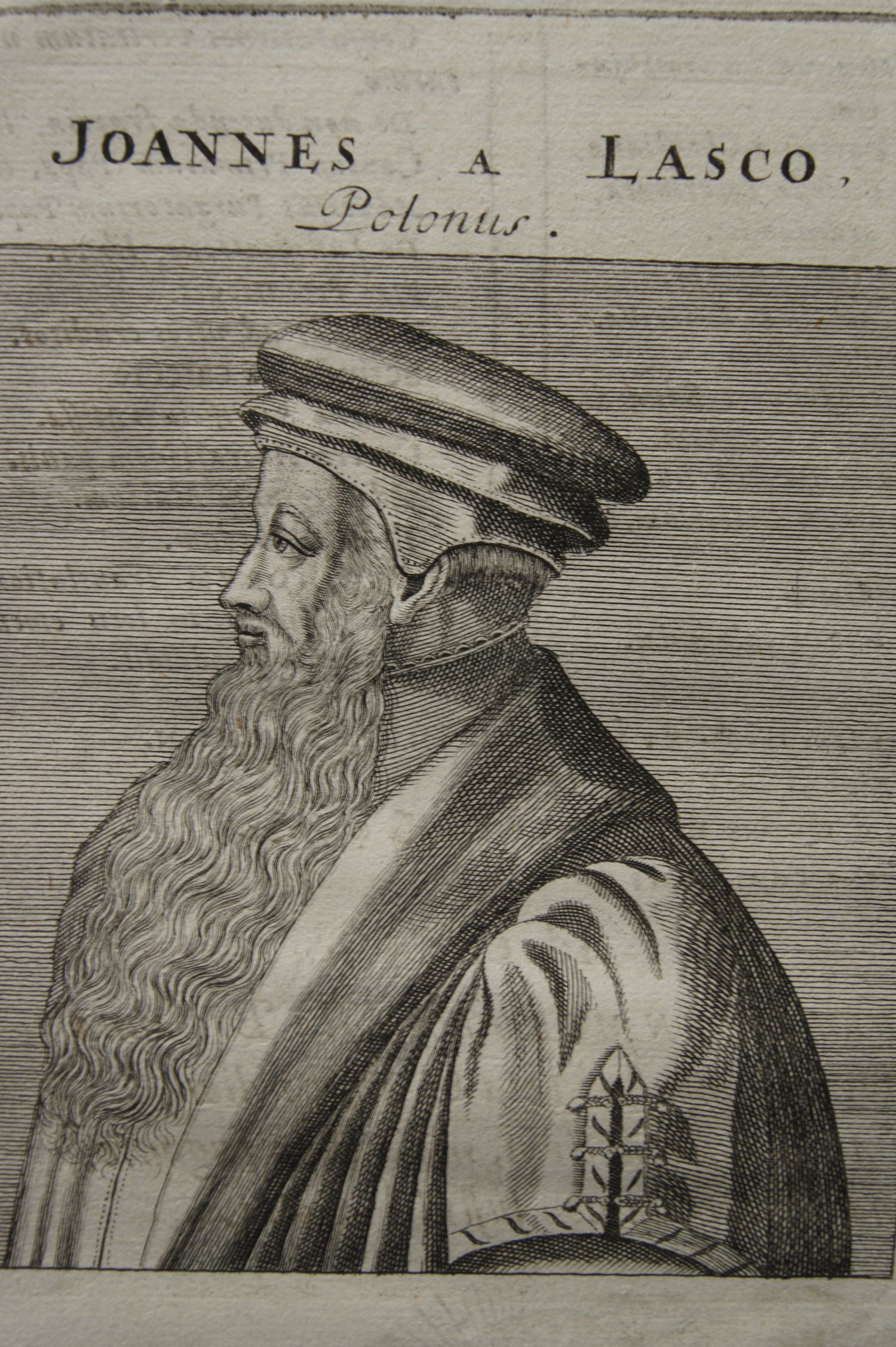
Johannes a Lasco (1499–1560)

- Lasconi, Elena (* 1972), rumänische Politikerin, Bürgermeisterin von Câmpulung
- Laščonova, Natālija (* 1973), lettische Kunstturnerin
- Lascoux, Alain (1944–2013), französischer Mathematiker
- Lascoux, Jean (1928–2008), französischer Physiker
- Lascuráin Paredes, Pedro (1856–1952), mexikanischer Politiker

### Lasd
- Lasdun, Denys (1914–2001), britischer Architekt
- Lasdun, Louisa (* 1956), Schweizer Komponistin

### Lase
- Lasecki, Jarosław (* 1961), polnischer Politiker und Unternehmer, Manager, Senator des Senats der Republic Polen
- Lasée, Marcel (* 1982), deutscher Automobilrennfahrer
- Lasègue, Ernest-Charles (1816–1883), französischer Internist
- Lasek, Bucky (* 1972), US-amerikanischer Skateboarder
- Ļašenko, Dmitrijs (* 2002), lettischer Hürdenläufer
- Laser, Adolf (1879–1942), österreichischer Politiker (SdP), Abgeordneter zum Nationalrat, Mitglied des Bundesrates
- Laser, Christine (* 1951), deutsche Leichtathletin und Olympiamedaillengewinnerin
- Laser, Dieter (1942–2020), deutscher SchauspielerDieter Laser (1942–2020)

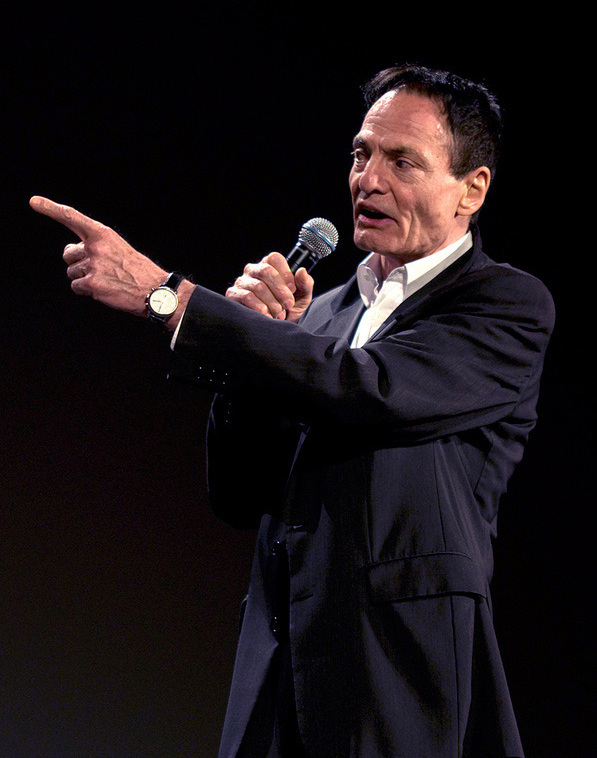
Dieter Laser (1942–2020)

- Laser, Hans (1899–1980), deutsch-britischer Mediziner
- Laser, Holger (* 1970), deutscher Fernsehmoderator, Fernsehreporter und Stadionsprecher
- Laser, Otto (1869–1926), deutscher Bürgermeister, Landrat und Politiker (NLP, DDP), MdR
- Laserer, Walter (* 1961), österreichischer Bergsteiger und Bergführer
- Laserie, Rolando (1923–1998), kubanischer Sänger
- laserluca (* 1996), deutscher Webvideoproduzent, Autor und Synchronsprecher
- Laseroms, Wim (* 1944), niederländischer Dirigent und Komponist für Blasorchester
- Laseron, Charles Francis (1887–1959), australischer Naturwissenschaftler und Malakologe
- Laserstein, Botho (1901–1955), deutscher Jurist und Publizist
- Laserstein, Käte (1900–1965), deutsche Germanistin und Lehrerin
- Laserstein, Lotte (1898–1993), deutsch-schwedische MalerinLotte Laserstein (1898–1993)

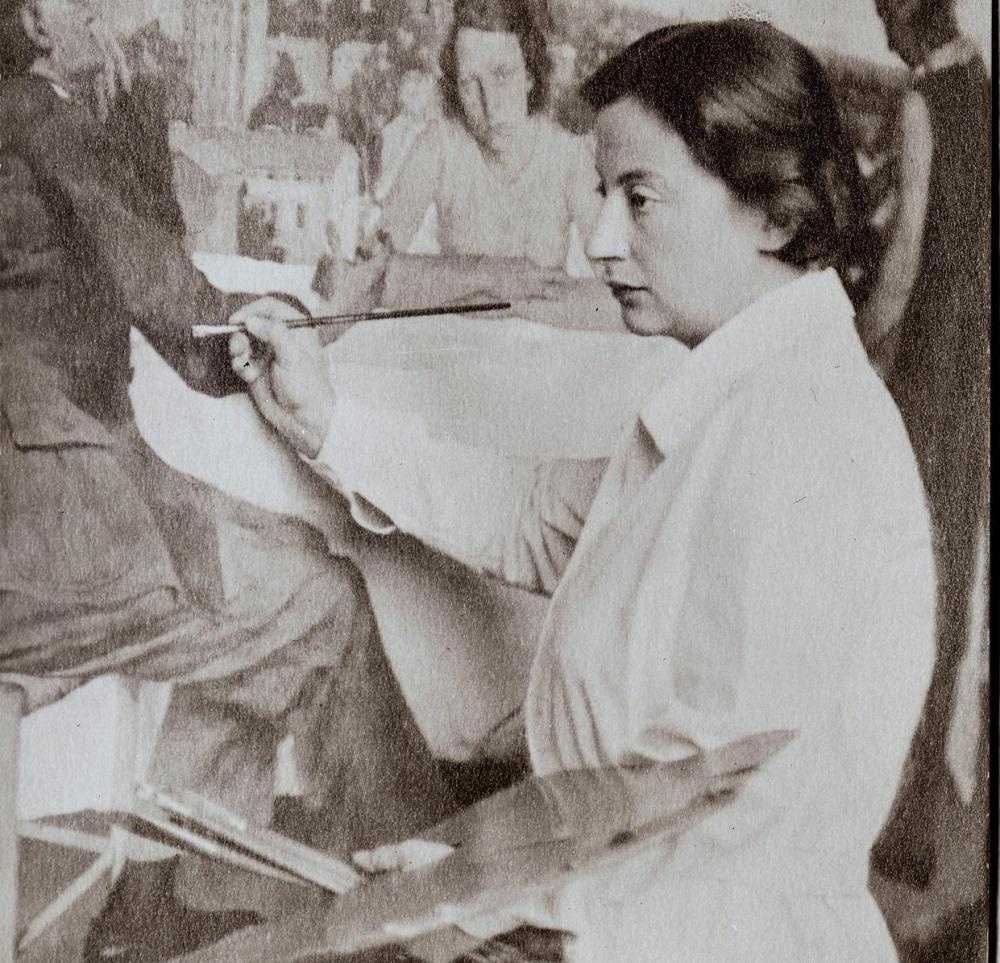
Lotte Laserstein (1898–1993)

- Laseur, Petra (1939–2025), niederländische Schauspielerin

### Lash
- Lash, Batton (1953–2019), US-amerikanischer Comicautor
- Lash, Dominic (* 1980), britischer Jazz- und Improvisationsmusiker und Komponist
- Lash, Donald (1912–1994), US-amerikanischer Mittel- und Langstreckenläufer
- Lash, Guy (1957–2019), deutsch-kanadischer Eishockeyspieler
- Lash, Israel G. (1810–1878), US-amerikanischer Politiker
- Lash, Jennifer (1938–1993), britische Künstlerin und Schriftstellerin
- Lash, Nicholas (1934–2020), britischer römisch-katholischer Theologe
- Lash, Scott (* 1945), US-amerikanischer Soziologe und Hochschullehrer
- Lasha, Prince (1929–2008), US-amerikanischer Musiker (Altsaxophon, Flöte) des Avantgarde Jazz
- Lashaway, Nick (1988–2016), US-amerikanischer Schauspieler
- Lasheen, Amro (* 1998), österreichischer Fußballspieler
- LaShelle, Joseph (1900–1989), amerikanischer Kameramann
- Lashgari, Ehsan Naser (* 1985), iranischer Ringer
- Lashkari, Bina Sheth, indische Bildungsaktivistin
- Lashley, Bobby (* 1976), US-amerikanischer WrestlerBobby Lashley (* 1976)

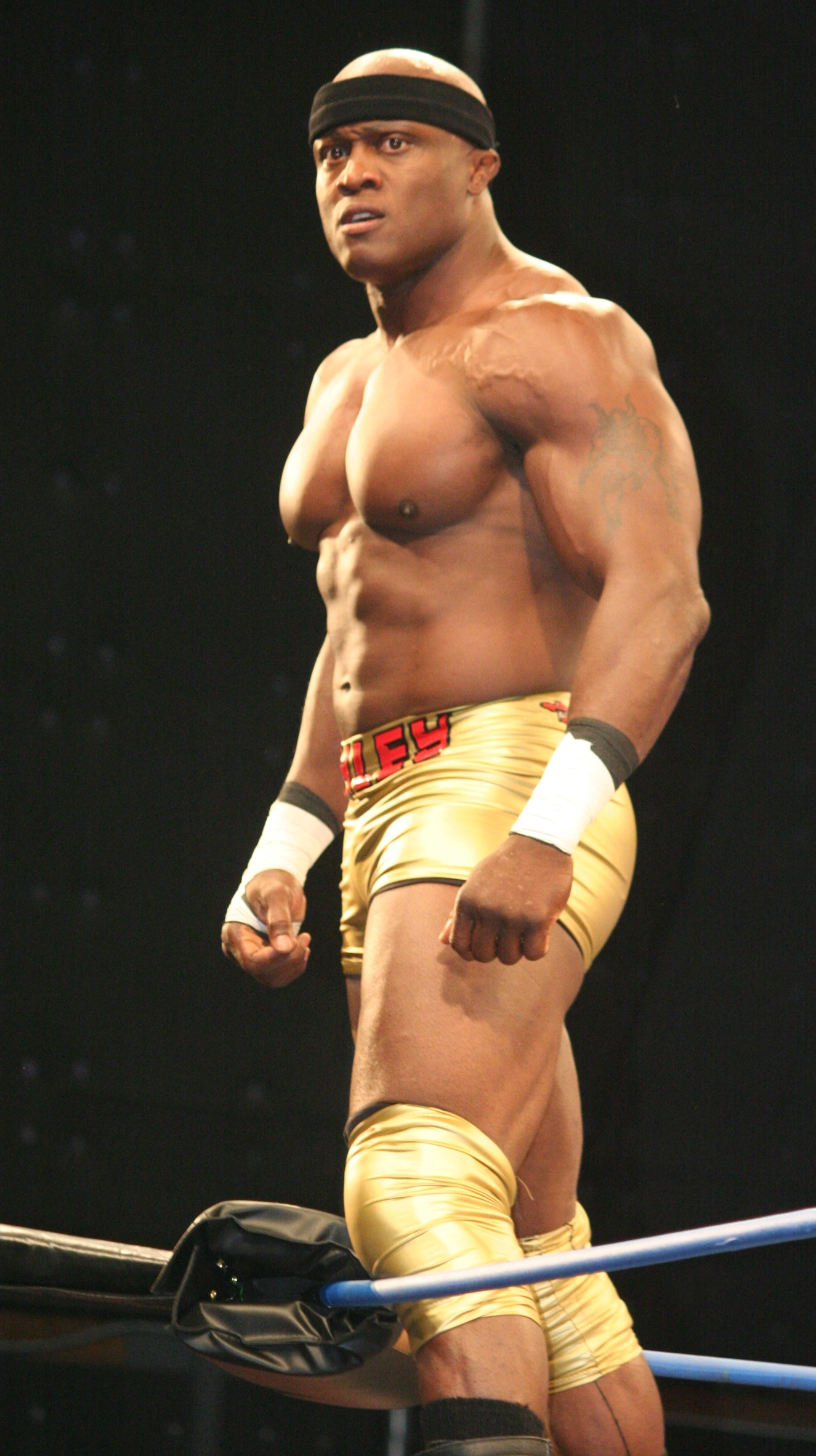
Bobby Lashley (* 1976)

- Lashley, Karl (1890–1958), US-amerikanischer Psychologe
- Lashley, Lester (1935–2025), US-amerikanischer Jazzmusiker (Bass, Posaune) und Bildender Künstler
- Lashley, Michael, barbadischer Politiker und Rechtsanwalt
- Lashly, William (1867–1940), britischer Polarforscher
- Lashof, Richard (1922–2010), US-amerikanischer Mathematiker
- Lashofer, Clemens (1941–2009), österreichischer Geistlicher, Abt des Stiftes Göttweig
- Lashoff, Brian (* 1990), US-amerikanischer Eishockeyspieler
- Lashoff, Matt (* 1986), US-amerikanischer Eishockeyspieler
- Lashutka, Greg (* 1944), US-amerikanischer Politiker und ehemaliger American-Football-Spieler

### Lasi
- Lasić, Maja (* 1979), deutsche Politikerin (SPD), MdA
- Lasica, Milan (1940–2021), slowakischer Autor, Dramatiker, Humorist
- Łasicki, Jan (1534–1602), polnischer Historiker und Theologe
- Łasicki, Maciej (* 1965), polnischer Ruderer
- Lasinger, Engelbert (* 1960), österreichischer Mundartautor
- Lasinio, Carlo (1759–1838), italienischer Zeichner und Kupferstecher
- Lašinis, Venantas (* 1997), litauischer Radrennfahrer
- Lasinskas, Mykolas (1916–2020), litauischer Ingenieur, Hydrotechniker, Flussforscher und Hochschullehrer
- Lasinsky, Anna Maria (1782–1839), deutsche Dichterin der Romantik
- Lasinsky, August Gustav (1811–1870), deutscher Maler und Zeichner
- Lasinsky, Johann Adolf (1808–1871), deutscher Maler und Zeichner
- Lasinsky, Laura (1844–1919), deutsche Porträt- und Architekturfotografin
- Lasis, Normunds (* 1985), lettischer Radrennfahrer
- Lasisi, Elias (* 1992), belgischer Basketballspieler
- Lasius, Albrecht Friedrich Ludolph (1754–1819), deutscher lutherischer Theologe, Garnison- und Hofprediger sowie Präsident des Konsistoriums in Osnabrück
- Lasius, Christoph (1504–1572), deutscher evangelischer Theologe
- Lasius, Friedrich (1806–1884), altlutherischer Pastor und Superintendent in Berlin
- Lasius, Georg (1835–1928), deutscher und Schweizer Architekt und Hochschullehrer
- Lasius, Georg Siegmund Otto (1752–1833), deutscher Mineraloge, Landvermesser und Baurat
- Lasius, Hermann Jacob (1715–1803), deutscher Altphilologe und Pädagoge
- Lasius, Otto (1797–1888), deutscher Oberbaudirektor

### Lask
- Lask, Berta (1878–1967), deutsche Dichterin
- Lask, Emil (1875–1915), österreichischer Philosoph
- Lask, Ulrich (* 1954), deutscher Jazzmusiker und Komponist
- Łaska, Beata († 1576), polnische Adelige
- Laska, Bernd A. (1943–2025), deutscher philosophischer Schriftsteller, Übersetzer und Verleger
- Laska, Grete (* 1951), österreichische Politikerin (SPÖ), LandtagsabgeordneteGrete Laska (* 1951)

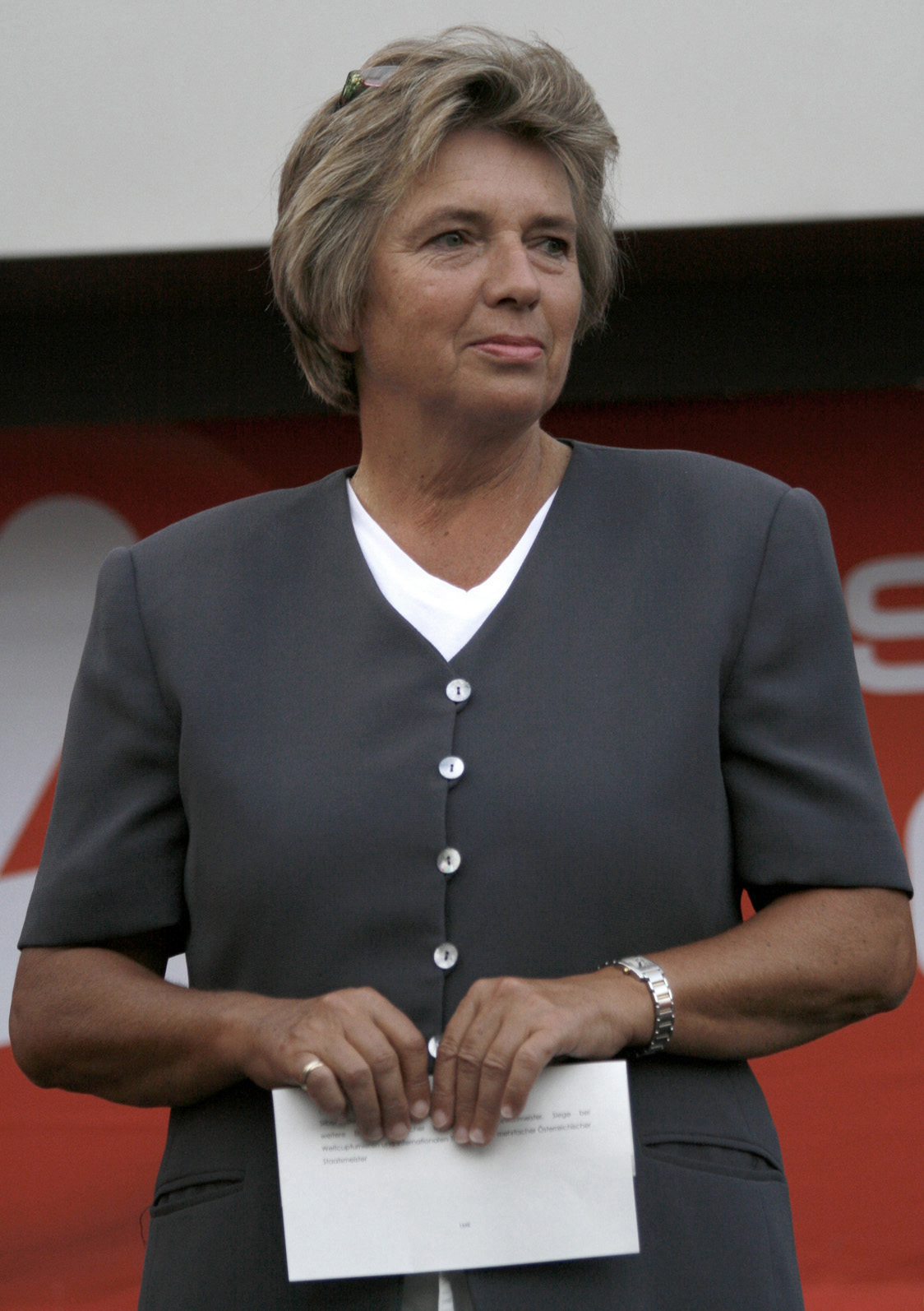
Grete Laska (* 1951)

- Laska, Joseph (1886–1964), österreichischer Komponist und Dirigent
- Laska, Julie († 1917), österreichische Opernsängerin (Sopran)
- Laska, Julius (1850–1933), österreichischer Schauspieler, Theaterdirektor und Regisseur
- Laska, Nico (* 1996), deutscher Sänger und Songwriter
- Laska, Ray (* 1949), US-amerikanischer Schauspieler
- Laskah (* 1990), deutscher Rapper
- Laskar, Jacques (* 1955), französischer Astronom
- Laskaratos, Andreas (1811–1901), griechischer satirischer Schriftsteller und Kritiker
- Laskaratos, Andreas (* 1986), griechischer Autorennfahrer
- Laskaridou, Aikaterini (1842–1916), griechische Pädagogin
- Laskaridou, Sofia (1876–1965), griechische Malerin
- Laskarina, Irene Doukaina († 1268), Zarin von Bulgarien
- Laskaris, Alchemist
- Laskaris, Andreas Johannes (1445–1534), griechischer Forschungsreisender und Humanist
- Laskaris, Konstantinos, byzantinischer Gelehrter und Humanist
- Laskau, Henry (1916–2000), US-amerikanischer Geher deutscher Herkunft
- Laske, Ernst (1915–2004), deutsch-israelischer Buchantiquar
- Laske, Fritz (1854–1918), deutscher Architekt, preußischer Baubeamter und Hochschullehrer
- Laske, Gotthard (1882–1936), deutscher Konfektionär, Bibliophile und Mäzen
- Laské, Joseph (1816–1865), deutscher Architekt und Maler, Dom- und Stadtbaumeister in Mainz
- Laske, Karsten (* 1965), deutscher Regisseur und Drehbuchautor
- Laske, Oskar (1874–1951), österreichischer Maler
- Laske, Thomas (* 1969), deutscher Opernsänger (Bariton, Bass)
- Lasker, Albert (1880–1952), US-amerikanischer Unternehmer
- Läsker, Andreas (* 1963), deutscher Musikmanager und -verleger
- Lasker, Bertold (1860–1928), deutscher Schachmeister, Arzt und Schriftsteller
- Lasker, Daniel (* 1999), simbabwischer Schauspieler und Filmschaffender
- Lasker, Eduard (1829–1884), deutscher Politiker (NLP), MdR und Jurist
- Lasker, Edward (1885–1981), deutschamerikanischer Elektroingenieur und Schach- und Gospieler
- Lasker, Emanuel (1868–1941), deutscher Schachspieler, Schachweltmeister, Mathematiker und PhilosophEmanuel Lasker (1868–1941)

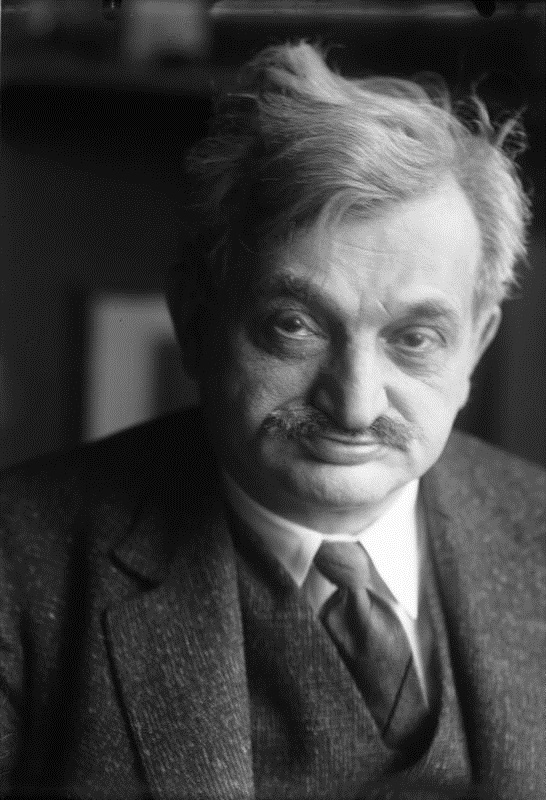
Emanuel Lasker (1868–1941)

- Lasker, Jonathan (* 1948), US-amerikanischer Künstler
- Lasker, Julius (1811–1876), preußischer Mediziner und Schriftsteller
- Lasker, Lawrence (* 1949), US-amerikanischer Drehbuchautor und Produzent
- Lasker, Martha (1867–1942), deutsche Schriftstellerin
- Lasker, Mary Woodard (1900–1994), US-amerikanische Philanthropin
- Lasker-Berlin, Amanda (* 1994), deutsche Schriftstellerin und Dramatikerin
- Lasker-Harpprecht, Renate (1924–2021), Überlebende von Auschwitz, Autorin, Journalistin
- Lasker-Schüler, Else (1869–1945), deutsche LyrikerinElse Lasker-Schüler (1869–1945)

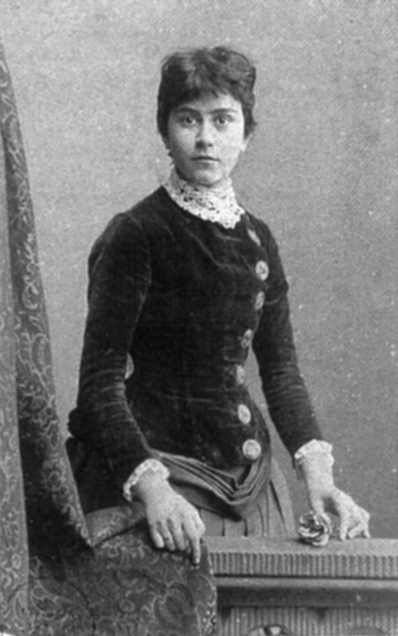
Else Lasker-Schüler (1869–1945)

- Lasker-Wallfisch, Anita (* 1925), deutsch-britische Musikerin, Überlebende des Mädchenorchesters von Auschwitz
- Lasker-Wallfisch, Maya (* 1958), britische Psychotherapeutin und Autorin
- Laskewitsch, Ewjalina (* 2004), belarussische Tennisspielerin
- Laskey, Amelia (1885–1973), US-amerikanische Amateur-Naturforscherin, Ornithologin und Autorin
- Laskey, Ronald (* 1945), britischer Zellbiologe, Embryologe und Krebsforscher
- Laski, Gerda (1893–1928), österreichische Physikerin und Abteilungsleiterin im Kaiser-Wilhelm-Institut für Faserstoffchemie
- Laski, Harold (1893–1950), britischer Politologe, Ökonom, Autor und Dozent
- Łaski, Jan (1456–1531), polnischer Adliger, Politiker und Erzbischof
- Łaski, Kazimierz (1921–2015), polnisch-österreichischer Wirtschaftswissenschaftler
- Laski, Marghanita (1915–1988), britische Journalistin und Schriftstellerin
- Laski, Nathan (1863–1941), britischer Unternehmer
- Laski, Neville (1890–1969), britischer Rechtsanwalt
- Laskier, Rutka (1929–1943), polnisches jüdisches Mädchen, Tagebuchschreiberin
- Laskin, Bora (1912–1984), kanadischer Richter, Vorsitzender des Obersten Gerichtshofes
- Laskine, Lily (1893–1988), französische Harfenistin
- Lasko, Hans (1900–1979), deutscher Maler und Grafiker
- Lasko, Leo (1885–1949), deutscher Filmregisseur, Theaterschauspieler und Drehbuchautor
- Lasko, Michal (* 1981), italienischer Volleyballspieler
- Lasko, Peter (1924–2003), britischer Kunsthistoriker
- Lásková, Leona (* 1970), tschechische Tennisspielerin
- Laskow, Chaim (1919–1982), israelischer General
- Laskowska, Adrianna (* 1996), polnische Dreispringerin
- Laskowska, Irena (1925–2019), polnische Schauspielerin
- Laskowski, Ernst (1885–1935), Theaterschauspieler sowie Schauspieler beim deutschen Stummfilm
- Laskowski, Iwan Fjodorowitsch (1799–1855), russischer Komponist und Pianist
- Laskowski, Kazimierz (1899–1961), polnischer Säbelfechter
- Laskowski, Manfred, deutscher Schwimmer
- Laskowski, Peter (1946–2002), deutscher Politiker (SPD)
- Laskowski, Roman (1936–2014), polnischer Sprachwissenschaftler
- Laskowski, Silke Ruth (* 1965), deutsche Juristin und Hochschullehrerin
- Laskowski, Werner (1908–1973), deutscher Verwaltungsjurist
- Laskowski, Zygmunt (1841–1928), französisch-polnischer Mediziner und Hochschullehrer
- Laskowsky, Rainer (1948–2015), deutscher Fußballspieler
- Laskus, Artur (1936–1998), deutscher Künstler
- Laskus, August (1859–1946), deutscher Bauingenieur
- Laskus, Jacek (* 1951), US-amerikanischer Kameramann
- Laskutowa, Xenija Sergejewna (* 1996), russische Tennisspielerin
- Lasky, Jesse L. (1880–1958), US-amerikanischer FilmproduzentJesse L. Lasky (1880–1958)

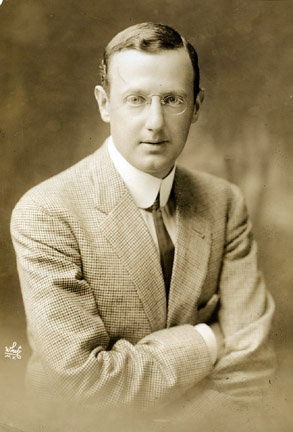
Jesse L. Lasky (1880–1958)

- Lasky, Kathryn (* 1944), US-amerikanische Autorin
- Lasky, Louis, US-amerikanischer Blues-Sänger und -Gitarrist
- Lasky, Melvin (1920–2004), US-amerikanischer Publizist der antistalinistischen Linken
- Lasky, William R. (1921–1985), US-amerikanischer Filmproduzent, Regieassistent und Filmschaffender, der 1950 für einen Oscar nominiert war

### Lasl
- Laslandes, Lilian (* 1971), französischer Fußballspieler
- Laslett, Rhaune (1919–2002), englische Aktivistin
- Lasley, Phil (* 1940), US-amerikanischer Jazzmusiker
- Lasley, Sarah (* 1982), amerikanische Filmemacherin und Videokünstlerin
- Laslo, Cristina (* 1996), rumänische Handballspielerin
- Laslo, Hanna (* 1953), israelische Kabarettistin, Komödiantin und Schauspielerin
- Laslop, Wilhelm (* 1948), deutscher Fußballspieler

### Lasm
- Lasmane, Rūta Kate (* 2000), lettische Dreispringerin
- Lasmanis, Kārlis (* 1994), lettischer Basketballspieler
- Lasmari, Nabil (* 1978), französisch-algerischer Badmintonspieler
- Lasme, Bryan (* 1998), französisch-ivorischer Fußballspieler
- Lasme, Stephane (* 1982), gabunischer Basketballspieler

### Lasn
- Lasn, Kalle (* 1942), kanadischer Dokumentarfilmer und Medienkritiker
- Lasne, Michel († 1667), französischer Graveur und Zeichner
- Lasne, Paul (* 1989), französischer Fußballspieler
- Lasner, Paul, deutscher Synchron- und Hörspielsprecher
- Lasnier, Rina (1910–1997), kanadische Dichterin französischer Sprache
- Lasnik, Andreas (* 1983), österreichischer Fußballspieler
- Lasnik, Ernst (* 1950), österreichischer Autor, Historiker und Politiker (ÖVP), Mitglied des Bundesrates
- Lasnitzki, Tony (1893–1991), Architektin, Malerin und Autorin

### Laso
- Laso, Pablo (* 1967), spanischer Basketballspieler und -trainer
- Laso, Sergei Georgijewitsch (1894–1920), russisch-moldauischer Offizier, Bolschewik und Kämpfer im russischen Bürgerkrieg
- Lasocki, Ignacy (1823–1875), polnischer Historien-, Genre- und Porträtmaler der Münchner und Düsseldorfer Schule
- Lasocki, Tadeusz (* 1950), polnischer Politiker, Sejm-Abgeordneter
- Lasoff, Mark A., Spezialeffektkünstler
- Lasogga, Pierre-Michel (* 1991), deutscher FußballspielerPierre-Michel Lasogga (* 1991)

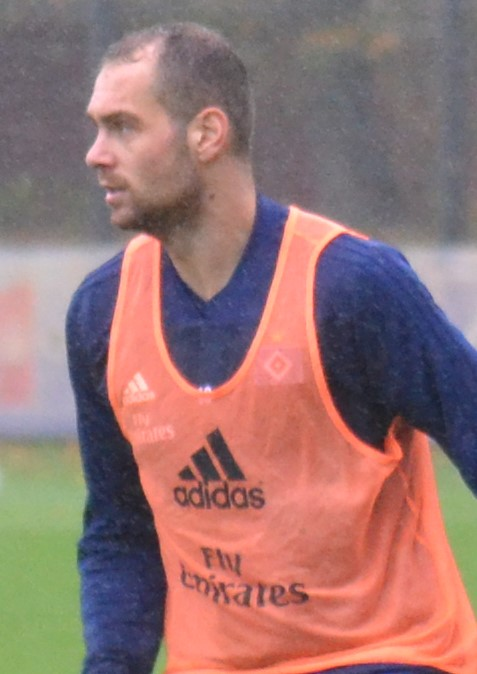
Pierre-Michel Lasogga (* 1991)

- Lasoń, Aleksander (* 1951), polnischer Komponist, Pianist und Dirigent
- Lasos aus Hermione, Lyriker und Musiktheoretiker am Hofe des Hipparchos
- Lasota, Edvard (* 1971), tschechischer Fußballspieler
- LaSota, Jack (* 1941), US-amerikanischer Jurist und Politiker (Demokratische Partei)
- Lasotta, Bernhard (1969–2019), deutscher Politiker (CDU), MdL
- Lasouski, Dsmitryj (* 1998), belarussischer Biathlet
- Lašová, Olga (* 1984), slowakische Fußballspielerin
- Lasow, Aleksandar (* 1990), bulgarischer Tennisspieler

### Lasp
- Laspée, August de (1816–1901), deutscher Künstler
- Laspée, Johannes de (1783–1825), deutscher Pädagoge
- Laspeyres, Ernst Adolf Theodor (1800–1869), deutscher Rechtswissenschaftler
- Laspeyres, Étienne (1834–1913), deutscher Nationalökonom und Statistiker
- Laspeyres, Heinrich Jakob (1769–1809), deutscher Kommunaljurist und Entomologe
- Laspeyres, Hugo (1836–1913), deutscher Mineraloge
- Laspeyres, Paul (1840–1881), deutscher Architekt und Architekturhistoriker
- LaSpina, Steve (* 1954), US-amerikanischer Jazzbassist
- Laspro, Valerio (1827–1914), italienischer Bischof

### Lasr
- Lasrich, Melanie (* 1968), deutsche Fußballspielerin
- Lasry, George, israelischer Informatiker und Kryptoanalytiker

### Lass
- Lass von Maydell, Silvia, deutsche Klatschkolumnistin und -redakteurin
- Lass, Anne (* 1978), dänisch-deutsche bildende Künstlerin
- Lass, August (1903–1962), estnischer Fußballspieler
- Laß, August (1903–2001), deutscher Parteifunktionär (KPD)
- Lass, Barbara (1940–1995), polnische FilmschauspielerinBarbara Lass (1940–1995)

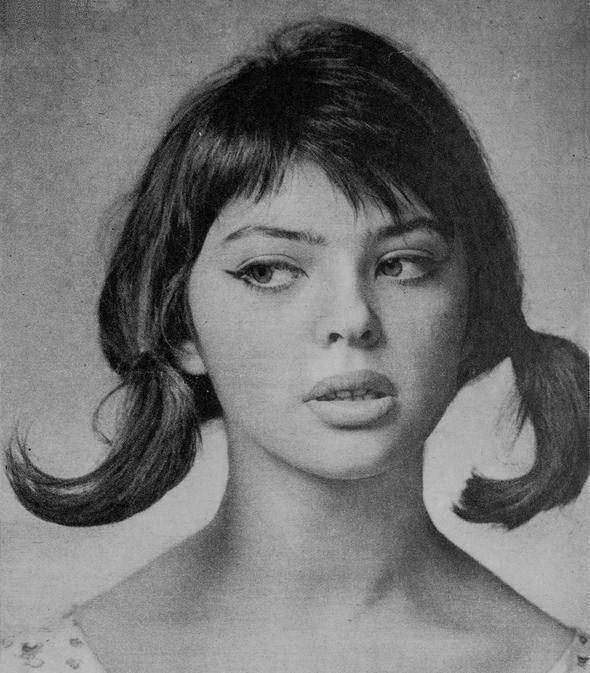
Barbara Lass (1940–1995)

- Lass, Chris, deutsch-britischer Musiker, Songwriter, Musikproduzent und Mix/Mastering Engineer
- Laß, Heinrich (1884–1936), deutscher Verwaltungsbeamter
- Lass, Jakob (* 1981), deutscher Filmregisseur und Drehbuchautor
- Laß, Jan (1890–1958), deutscher Landschaftsmaler
- Laß, Johannes († 1784), deutscher Anwalt, Bürgermeister und Chronist
- Laß, Kaya (* 1983), deutsche Radiomoderatorin, Sprecherin und Sängerin
- Lass, Klaus (* 1950), deutscher Musiker und Sänger, Mitglied des Duos „De Plattfööt“
- Laß, Laura (* 1984), deutsche Schauspielerin
- Lass, Lisbeth (* 1940), österreichische Verfassungsrichterin
- Lass, Tom (* 1983), deutscher Regisseur und Schauspieler
- Lass, Werner (1902–1999), deutscher Journalist, Verleger und nationalistischer Jugendführer
- Lassacher, Cordula (* 2003), österreichische Langstreckenläuferin
- Lassacher, Ernst (* 1960), österreichischer Politiker (FPÖ), Landtagsabgeordneter
- Lassahn, Bernhard (* 1951), deutscher Schriftsteller
- Lassahn, Martin (* 1961), deutscher Hochschullehrer für Kommunikationstechnik
- Lassaigne, Jean Louis (1800–1859), französischer Chemiker
- Lassailly, Charles (1806–1843), französischer Schriftsteller
- Lassak, Beata (* 1994), polnische Biathletin
- Lassalle, Ferdinand (1825–1864), deutscher Schriftsteller und PolitikerFerdinand Lassalle (1825–1864)

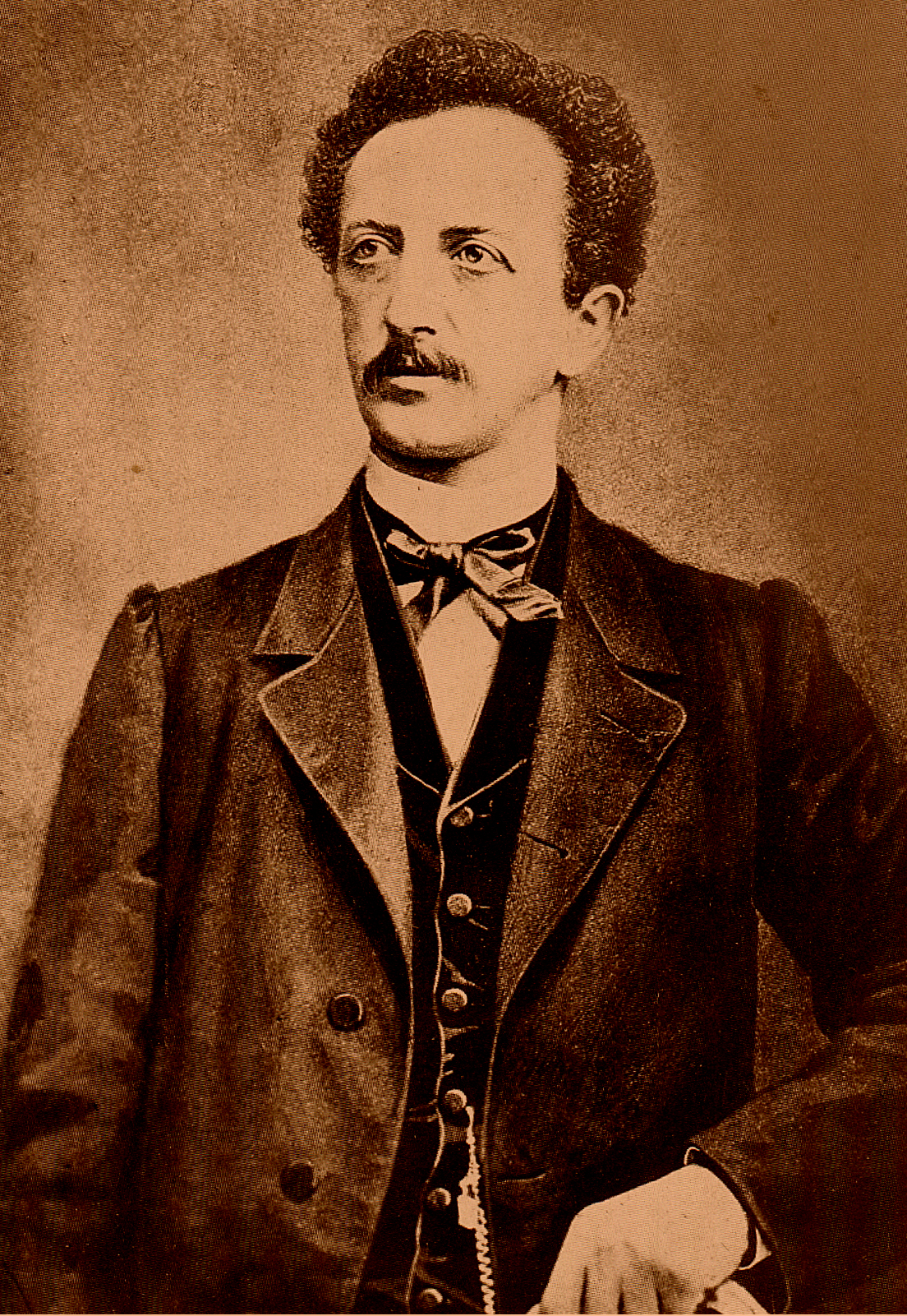
Ferdinand Lassalle (1825–1864)

- Lassalle, Jean (* 1955), französischer Politiker
- Lassally, Arthur (1892–1963), deutscher Ingenieur und Industriefilmproduzent
- Lassally, Walter (1926–2017), deutsch-britischer Kameramann
- Lassam, Rex (1896–1983), britischer Schwimmer
- Lassander, Dagmar (* 1943), deutsche Schauspielerin
- Lassar, Gerhard (1888–1936), deutscher Rechtswissenschaftler
- Lassar, Oskar (1849–1907), deutscher Dermatologe
- Lassas, Åke (1924–2009), schwedischer Eishockeyspieler
- Lassaulx, Clemens de (1809–1906), deutscher Forstmann
- Lassaulx, Franz Georg Joseph von (1781–1818), deutscher Unternehmer und Verleger
- Lassaulx, Hubert von (1887–1955), deutscher Pfarrer, Religionslehrer und katholischer Theologe
- Lassaulx, Johann Claudius von (1781–1848), deutscher Architekt
- Lassaulx, Peter Ernst von (1757–1809), deutscher Jurist und Bürgermeister von Koblenz
- Lassaw, Ibram (1913–2003), US-amerikanischer Bildhauer und Maler
- Lassberg, Carl Ludwig von (1709–1785), sächsischer Forstbeamter
- Laßberg, Christiane Henriette Sophie von (1761–1778), deutsche Adelige
- Laßberg, Friedrich von (1798–1838), deutscher Politiker und Jurist
- Laßberg, Johann Maximilian Albrecht von (1711–1788), sachsen-weimarischer Offizier
- Laßberg, Joseph von (1770–1855), deutscher Forstmann, Germanist und SchriftstellerJoseph von Laßberg (1770–1855)

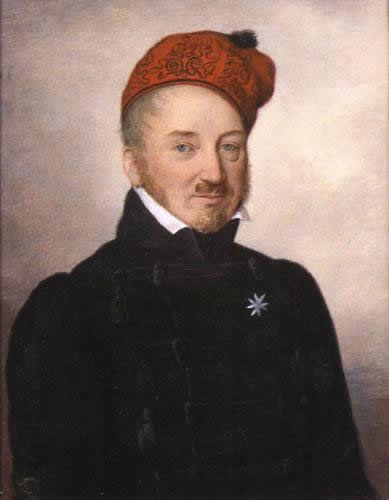
Joseph von Laßberg (1770–1855)

- Laßberg, Maximilian von (1813–1866), bayerischer Kammerjunker und Postrat der Thurn-und-Taxis-Post in Lippe
- Lassbiegler-Fauser, Klara (1890–1970), deutsche Malerin und Grafikerin
- Lasse, Julius (1819–1898), deutscher Politiker (NLP), Abgeordneter im Sächsischen Landtag
- Lasse-Maja (1785–1845), schwedischer Trickdieb
- Lassek, Lisa (* 1976), US-amerikanische Filmeditorin
- Lassel, Michael (* 1948), deutscher Kunstmaler im Bereich des Trompe-l'œil
- Lassell, William (1799–1880), britischer Astronom
- Lassen, Alf (1929–1993), dänischer Schauspieler
- Lassen, Christian (1800–1876), norwegisch-deutscher Indologe
- Lassen, Eduard (1830–1904), belgisch-dänischer Komponist und Kapellmeister
- Lassen, Ewald (* 1911), deutscher Violinist
- Lassen, Frederik (1798–1872), dänischer Kaufmann und kommissarischer Inspektor in Grönland
- Lassen, Frederik Tryde (1838–1920), dänischer Inspektor von Grönland
- Lassen, Georg (1915–2012), deutscher Marineoffizier, zuletzt Korvettenkapitän sowie U-Boot Kommandant im Zweiten Weltkrieg
- Lassen, Gerhild, deutsche Handballspielerin
- Lassen, Hans (1831–1896), deutscher Landwirt und Politiker, MdR
- Lassen, Hans (1868–1941), deutscher Architekt
- Lassen, Hans (1897–1974), deutscher Physiker
- Lassen, Hans August (1857–1938), deutsch-dänischer Porträt-, Stillleben- und Genremaler der Düsseldorfer Schule
- Lassen, Hans J. (1926–2011), dänischer Jurist, Beamter und Landshøvding von Grönland
- Lassen, Hartvig Marcus (1824–1897), norwegischer ästhetischer Konsulent, Zensor und Dramaturg
- Lassen, Heinrich (1864–1953), deutscher Architekt, Baubeamter und Kommunalpolitiker
- Laßen, Heinz (1910–1977), deutscher NDPD-Funktionär
- Lassen, Jacob (* 1995), dänischer Handballspieler
- Lassen, Julius (1847–1923), dänischer Jurist
- Lassen, Käte (1880–1956), deutsche MalerinKäte Lassen (1880–1956)

Käte Lassen (1880–1956)

- Lassen, Matias (* 1996), dänischer Eishockeyspieler
- Lassen, Noah (* 2007), dänischer Fußballspieler
- Lassen, Stefan (* 1985), dänischer Eishockeyspieler
- Lassen, Teitur (* 1977), färöischer Liedermacher
- Lassen, Tue (* 1985), dänischer Orientierungsläufer
- Lassen, Ulf (* 1960), deutscher Finanzwissenschaftler
- Laßen, Uwe (* 1939), deutscher NDPD-Funktionär
- Lassen, Willi (1906–1973), deutscher Pädagoge und Autor
- Lassen-Kahlke, Sofie (* 1979), dänische Schauspielerin
- Lassenberger, Markus (* 1979), österreichischer Politiker (FPÖ)
- Lassenius, Johannes (1636–1692), deutscher lutherischer Theologe und Erbauungsschriftsteller der Barockzeit
- Lassenius, Pieter (1700–1735), dänisch-schwedisch-russischer Steuermann und Polarforscher
- Lassenius, Torbjörn (* 1931), finnischer Zehnkämpfer
- Lasser von Zollheim, Josef (1814–1879), österreichischer Jurist und Politiker, Landtagsabgeordneter
- Lasser, Caroline (* 1975), deutsche Mathematikerin
- Lässer, Claude (* 1949), Schweizer Politiker (FDP)
- Lässer, Claudia (* 1976), Schweizer Fernsehmoderatorin und Model
- Lasser, David (1902–1996), US-amerikanischer Science-Fiction-Autor
- Lasser, Hans (1891–1932), deutscher Maler
- Lasser, Johann von (1822–1889), Abt des Stiftes Lambach (1873–1889)
- Lasser, Juan Carlos (1952–2007), argentinischer Maler
- Lasser, Louise (* 1939), US-amerikanische SchauspielerinLouise Lasser (* 1939)

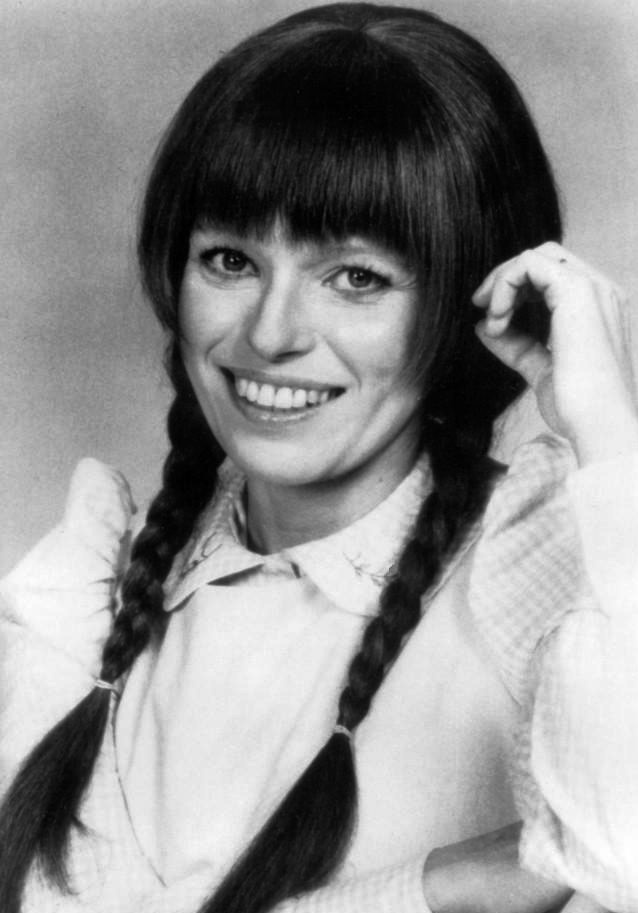
Louise Lasser (* 1939)

- Lässer, Max (* 1950), Schweizer Gitarrist, Komponist, Produzent und Bandleader
- Lässer, Pius (1931–2023), österreichischer Ingenieur und Unternehmer
- Lässer, Robin (* 1991), deutscher Motorradrennfahrer
- Lasser, Thomas (* 1969), deutscher Fußballspieler
- Lasser, Wilhelmine (1889–1963), deutsche Internistin und Pädiaterin
- Lassère, Madeleine (* 1939), französische Schriftstellerin und emeritierte Dozentin für Geschichte
- Lasseron, Lola (* 2001), französische Schauspielerin
- Lasserre, Didier (* 1971), französischer Jazz- und Improvisationsmusiker (Schlagzeug, Komposition)
- Lasserre, Emilie (1849–1927), Schweizer Komponistin
- Lasserre, François (1919–1989), Schweizer Klassischer Philologe
- Lasserre, Jean (1908–1983), schweizerisch-französischer Pfarrer und Pazifist
- Lasserre, Jean Bernard (* 1953), französischer Mathematiker
- Lasserre, Juliette (1907–2007), Fotografin, Journalistin und Übersetzerin
- Lasserre, Louis-Callixte (1839–1903), französischer Geistlicher und Kapuziner
- Lasserre, Pierre (1867–1930), französischer Schriftsteller, Philosoph und Homme de lettres
- Lasserre, René (1912–2006), französischer Koch
- Lasseter, Harold (1880–1931), Goldsucher in Australien
- Lasseter, John (* 1957), US-amerikanischer Trickfilm-Regisseur
- Laßgallner, Johann Karl von (1714–1798), k. k. Feldmarschalllieutenant, Inhaber des 8. Dragoner-Regiments
- Lassgård, Rolf (* 1955), schwedischer SchauspielerRolf Lassgård (* 1955)

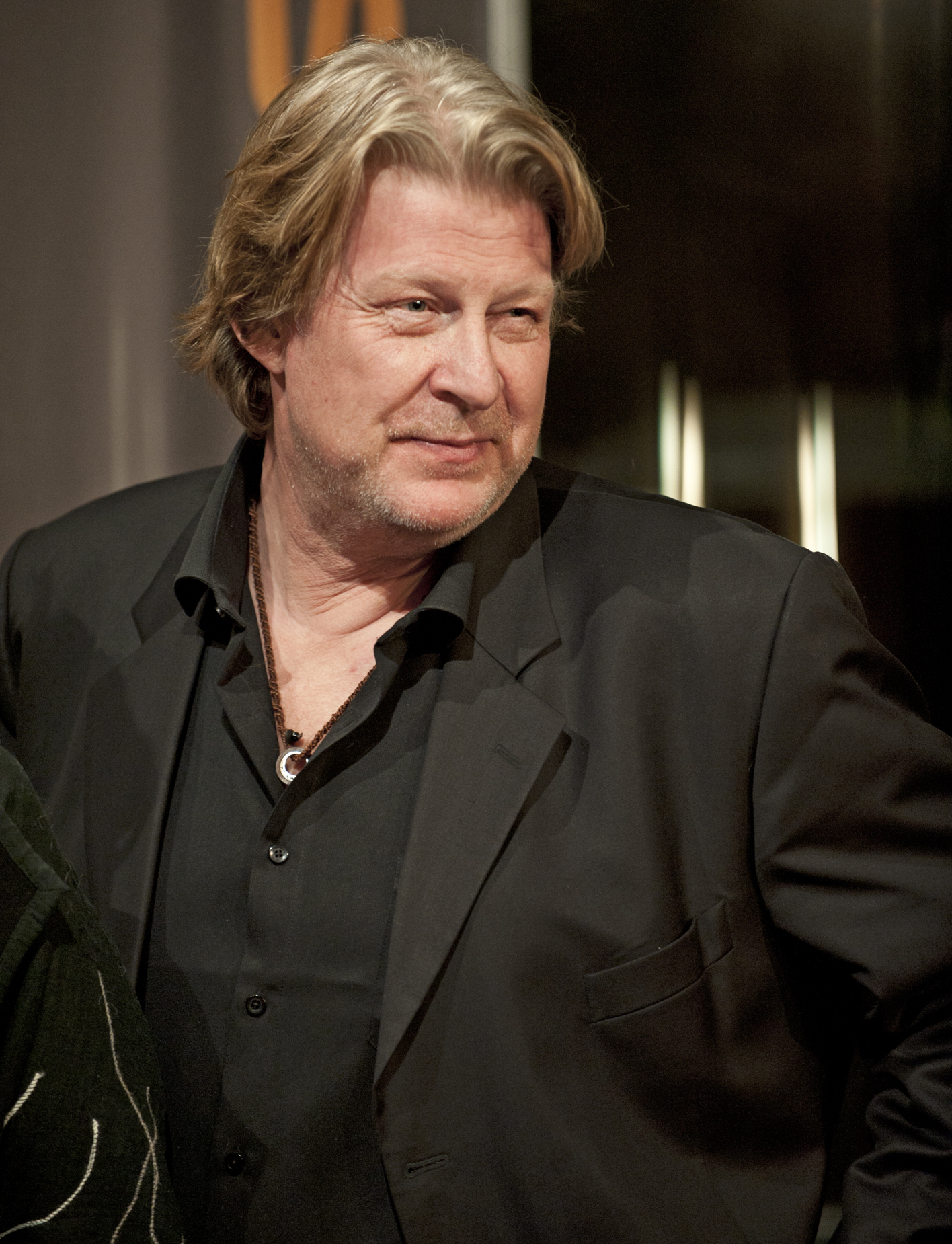
Rolf Lassgård (* 1955)

- Lassi, Wladimir, sowjetischer Radrennfahrer
- Lassick, Sydney (1922–2003), US-amerikanischer Schauspieler
- Lassieur, Berthe (1882–1919), schweizerische Künstlerin und Kunstkritikerin
- Lässig, Andreas (* 1971), deutscher Fußballspieler
- Lässig, Erik Theodor (1928–2015), deutscher Grafiker
- Lässig, Jürgen (1943–2022), deutscher Automobilrennfahrer
- Lässig, Konrad (1927–2007), deutscher Architekt
- Lassig, Rosemary (1941–2017), australische Schwimmerin
- Lässig, Simone (* 1964), deutsche Historikerin
- Lässig, Thomas (* 1971), deutscher Fußballspieler
- Lassila, Iris-Lilja (1938–2011), finnische Theater-, Film- und Fernsehschauspielerin
- Lassila, Kalle (* 1985), finnischer Skilangläufer
- Lassila, Lauri (* 1976), finnischer Freestyle-Skisportler
- Lassila, Lydia (* 1982), australische Freestyle-Skispringerin
- Lassila, Teemu (* 1983), finnischer Eishockeytorwart
- Lässing, Horst (* 1937), deutscher Verwaltungsjurist und Politiker (CDU)
- Lassiter, Ariel (* 1994), costa-ricanisch-US-amerikanischer Fußballspieler
- Lassiter, Francis R. (1866–1909), US-amerikanischer Jurist und Politiker
- Lassiter, Kamari (* 2003), US-amerikanischer American-Football-Spieler
- Lassiter, Rhiannon (* 1977), britische Schriftstellerin
- Lassiter, Roy (* 1969), US-amerikanischer Fußballspieler
- Lassiter, William (1867–1959), US-amerikanischer Offizier, Generalmajor der US-Army
- Lassithiotakis, Michel (1955–2012), französischer Neogräzist
- Lassizkene, Marija Alexandrowna (* 1993), russische LeichtathletinMarija Alexandrowna Lassizkene (* 1993)

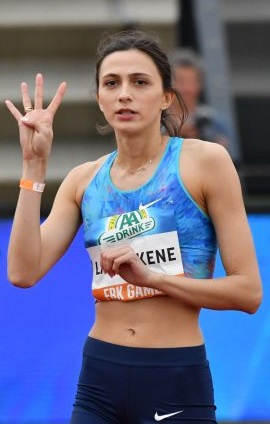
Marija Alexandrowna Lassizkene (* 1993)

- Läßker, Heinz (* 1925), deutscher Fußballspieler
- Laßl, Josef (1915–1977), österreichischer Literaturhistoriker, Lyriker und Schriftsteller
- Laßleben, Erich (1931–2016), deutscher Verlagsleiter, Herausgeber, Schriftleiter und Heimatpfleger
- Laßleben, Hans (1908–1941), deutscher Zeichenlehrer, Zeichner, Grafiker und Illustrator
- Laßleben, Johann Baptist (1864–1928), deutscher Heimatforscher, Lehrer und Verleger
- Laßleben, Michael (1899–1972), deutscher Verleger und Lokalpolitiker
- Laßletzberger, Josef (1862–1939), österreichischer Militärkapellmeister und Komponist
- Lassmann, August (1857–1921), böhmischer Großindustrieller und Kommerzienrat
- Lassmann, Edith (1920–2007), österreichische Architektin
- Laßmann, Moritz (* 1987), deutscher Komponist
- Lassner, Andreas (* 1985), österreichischer Handballspieler
- Laßner, Gerd (1940–2005), deutscher Mathematiker und Hochschullehrer
- Lassnig, Maria (1919–2014), österreichische KünstlerinMaria Lassnig (1919–2014)

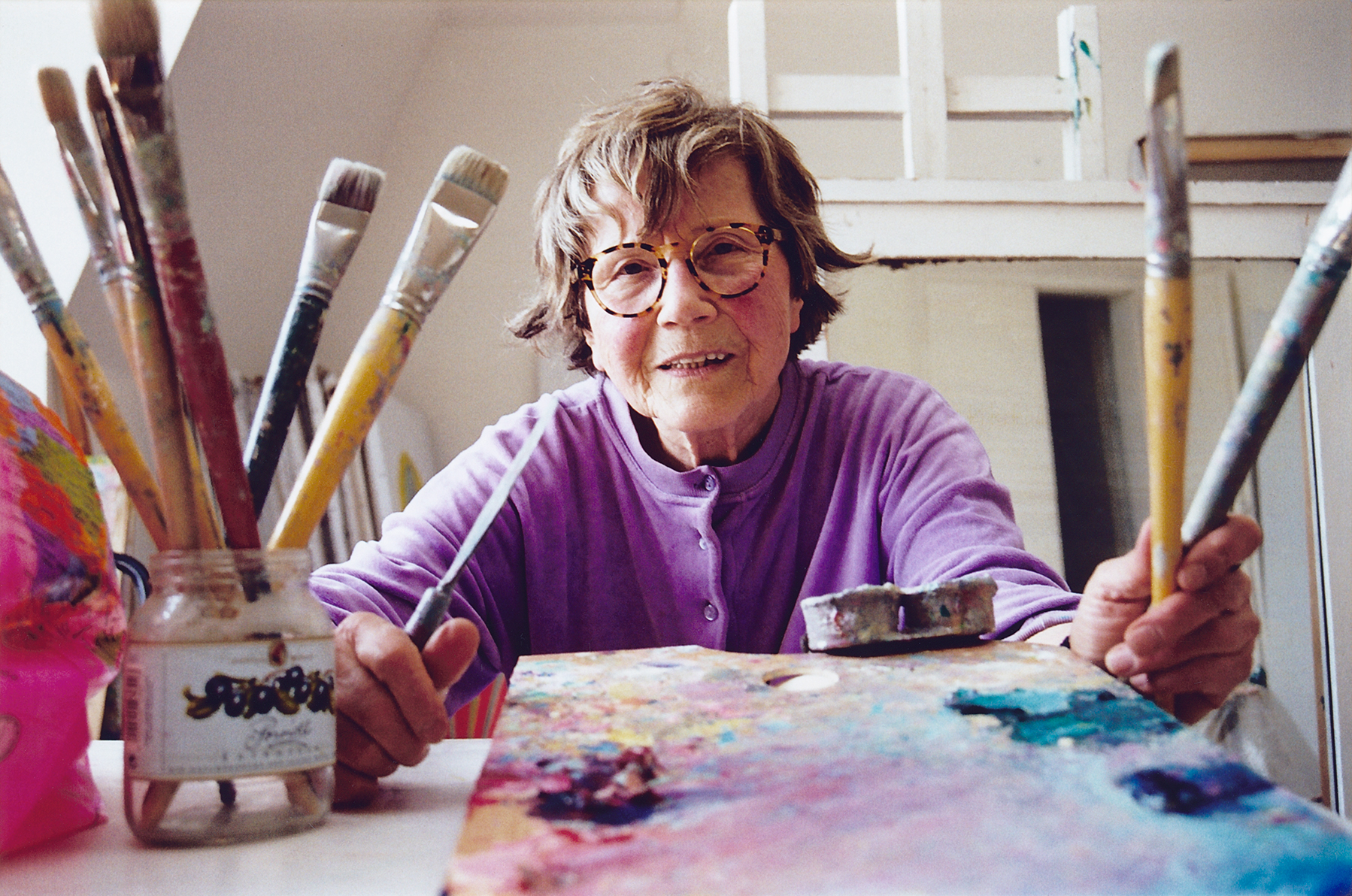
Maria Lassnig (1919–2014)

- Lassnig, Sandra (* 1985), österreichische Politikerin (ÖVP), Mitglied des Bundesrates
- Lasso, Ferdinando di (1560–1609), deutscher Komponist der Hochrenaissance
- Lasso, Ferdinando di (1592–1636), deutscher Komponist des Frühbarock
- Lasso, Giulio († 1612), italienischer Architekt
- Lasso, Gloria (1922–2005), spanisch-französische Sängerin romantischer Balladen
- Lasso, Guillermo (* 1955), ecuadorianischer Geschäftsmann und Politiker
- Lasso, Lila, US-amerikanische Schauspielerin und Synchronsprecherin
- Lasso, Orlando di (1532–1594), franko-flämischer Komponist und Kapellmeister der RenaissanceOrlando di Lasso (1532–1594)

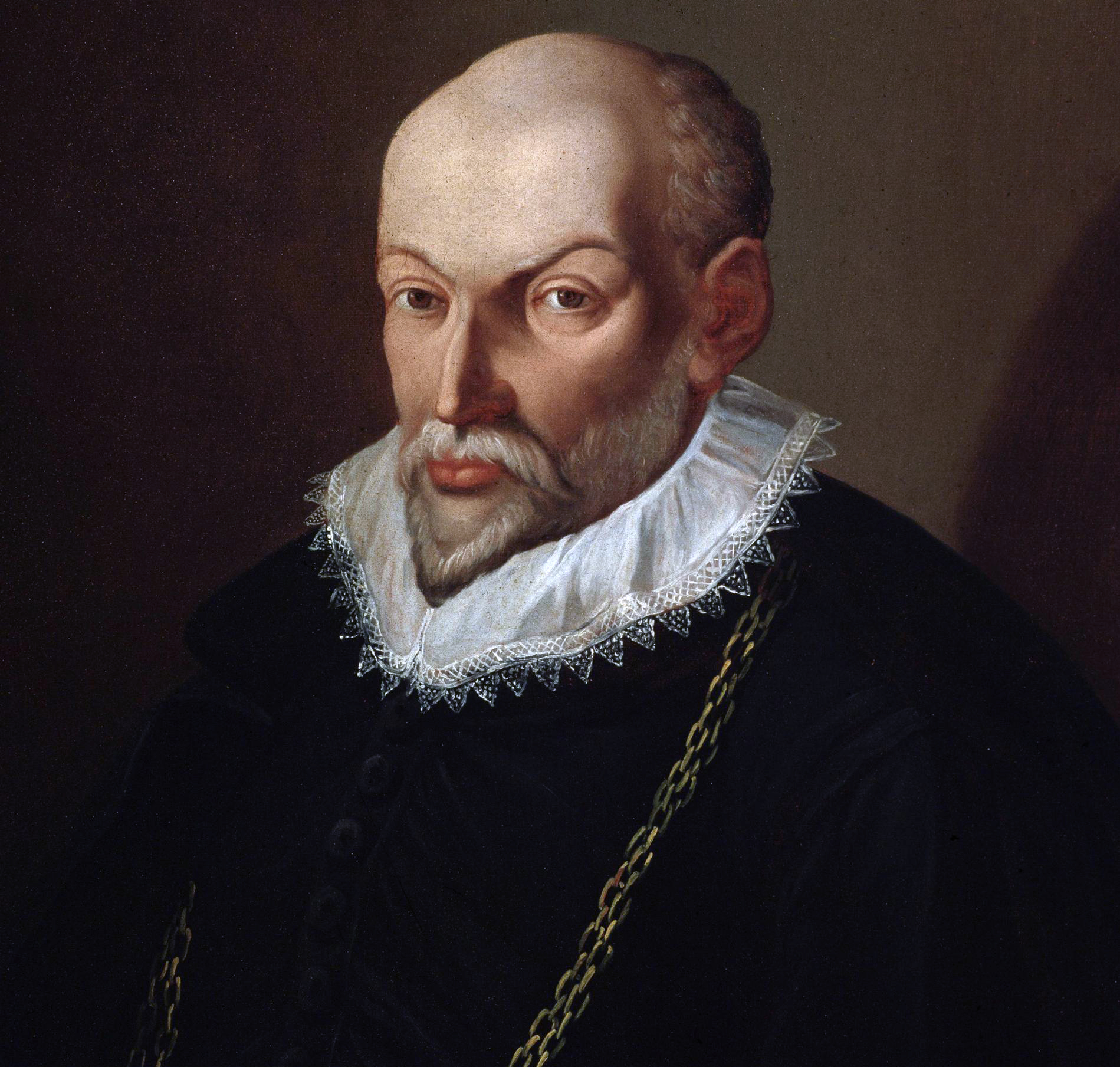
Orlando di Lasso (1532–1594)

- Lassolaye, Joseph von (1746–1822), deutscher Kreisdirektor und Staatsrat
- Lasson, Adolf (1832–1917), deutscher Philosoph und Hochschullehrer
- Lasson, Frans (1935–2009), dänischer Opernsänger und Schriftsteller
- Lasson, Georg (1862–1932), deutscher evangelischer Theologe
- Lasson, Gerhard (1906–1985), deutscher Politiker (SPD)
- Lasson, Ivar Kristian (1754–1823), dänischer Generalmajor
- Lassone, Joseph-Marie-François de (1717–1788), französischer Arzt
- Lassota von Steblau, Erich († 1616), deutscher Offizier
- Lassotta, Dariusz (* 1998), deutscher Boxer im Schwergewicht
- Lassouani, Leila (* 1977), algerische Gewichtheberin
- Lassource, Coralie (* 1992), französische Handballspielerin
- Lassource, Déborah (* 1999), französische Handballspielerin
- Lassowskaja, Inna Alexandrowna (* 1969), russische Dreispringerin
- Lassowsky, Heinz (* 1952), deutscher Politiker (CDU)
- Lassus, Dysmas de (* 1956), französischer Mönch, Generalminister der Kartäuser
- Lassus, Francis (* 1961), französischer Jazzmusiker (Schlagzeug, Komposition)
- Lassus, Jean (1903–1990), französischer Christlicher Archäologe
- Lasswell, Fred (1916–2001), US-amerikanischer Comiczeichner
- Lasswell, Harold Dwight (1902–1978), US-amerikanischer Politikwissenschaftler und Kommunikationstheoretiker
- Lasswitz, Erich (1880–1959), deutscher Wissenschafts- und Technikjournalist
- Laßwitz, Karl Wilhelm (1809–1879), Politiker und Unternehmer
- Laßwitz, Kurd (1848–1910), deutscher SchriftstellerKurd Laßwitz (1848–1910)

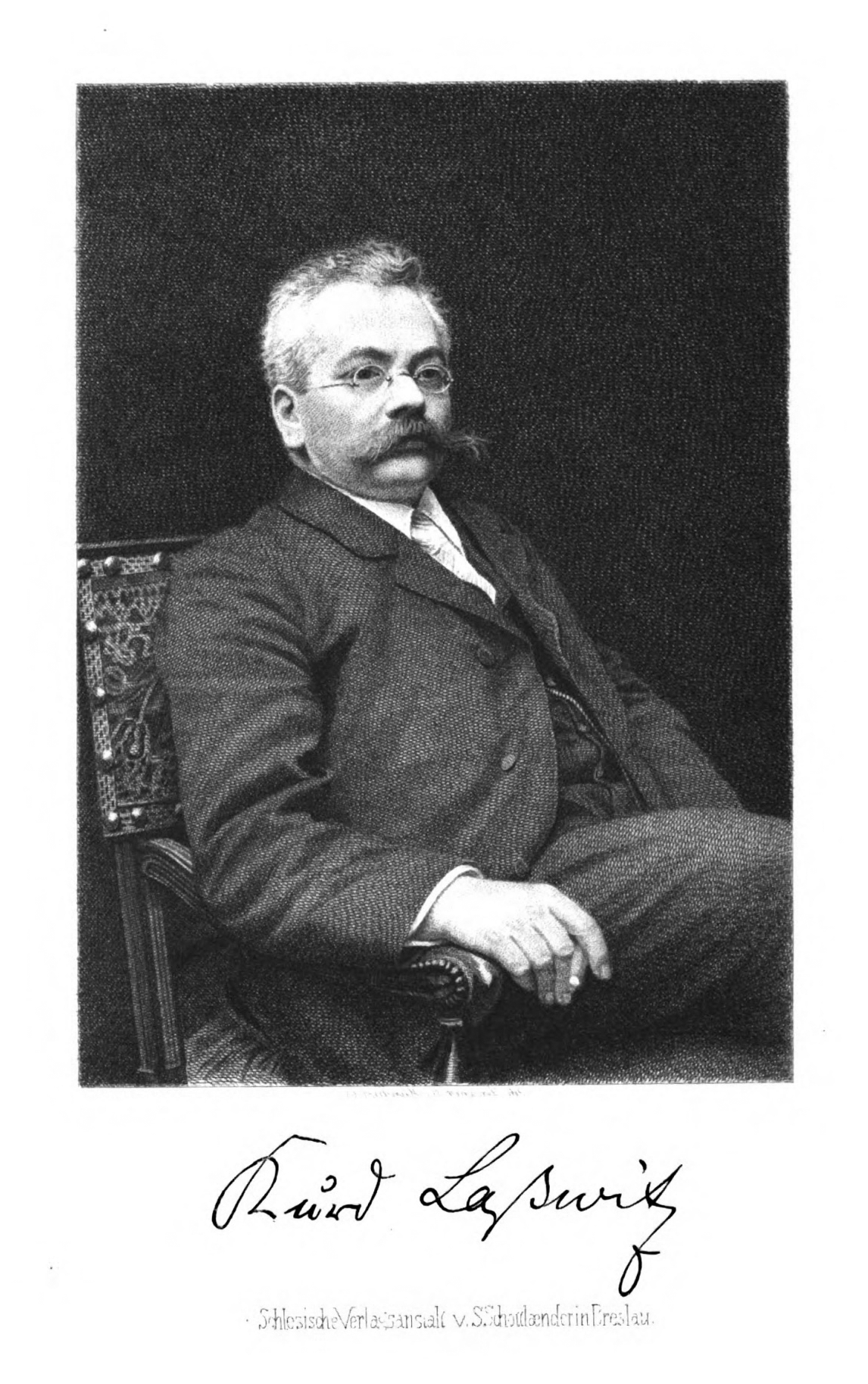
Kurd Laßwitz (1848–1910)

- Lassy, Timo (* 1974), finnischer Jazzmusiker (Saxophone, Flöte, Komposition)

### Last
- Last, Annie (* 1990), britische Mountainbikerin
- Last, Benedikt (* 1994), deutscher Mountainbiker
- Last, Carel Christiaan Anthony (1808–1876), niederländischer Zeichner, Maler und Lithograf
- Last, Clifford (1918–1991), englisch-australischer Bildhauer
- Last, Dick (* 1969), schwedischer Fußballtorwart
- Last, Elise (1827–1888), deutsche Leihbibliothekarin und populärwissenschaftliche Schriftstellerin
- Last, Gerben (* 1985), niederländischer Behindertensportler im Tischtennis
- Last, Gertraut (1921–1992), deutsche Schauspielerin
- Last, Hugh (1894–1957), britischer Althistoriker
- Last, James (1929–2015), deutscher Bandleader, Komponist, Arrangeur und MusikproduzentJames Last (1929–2015)

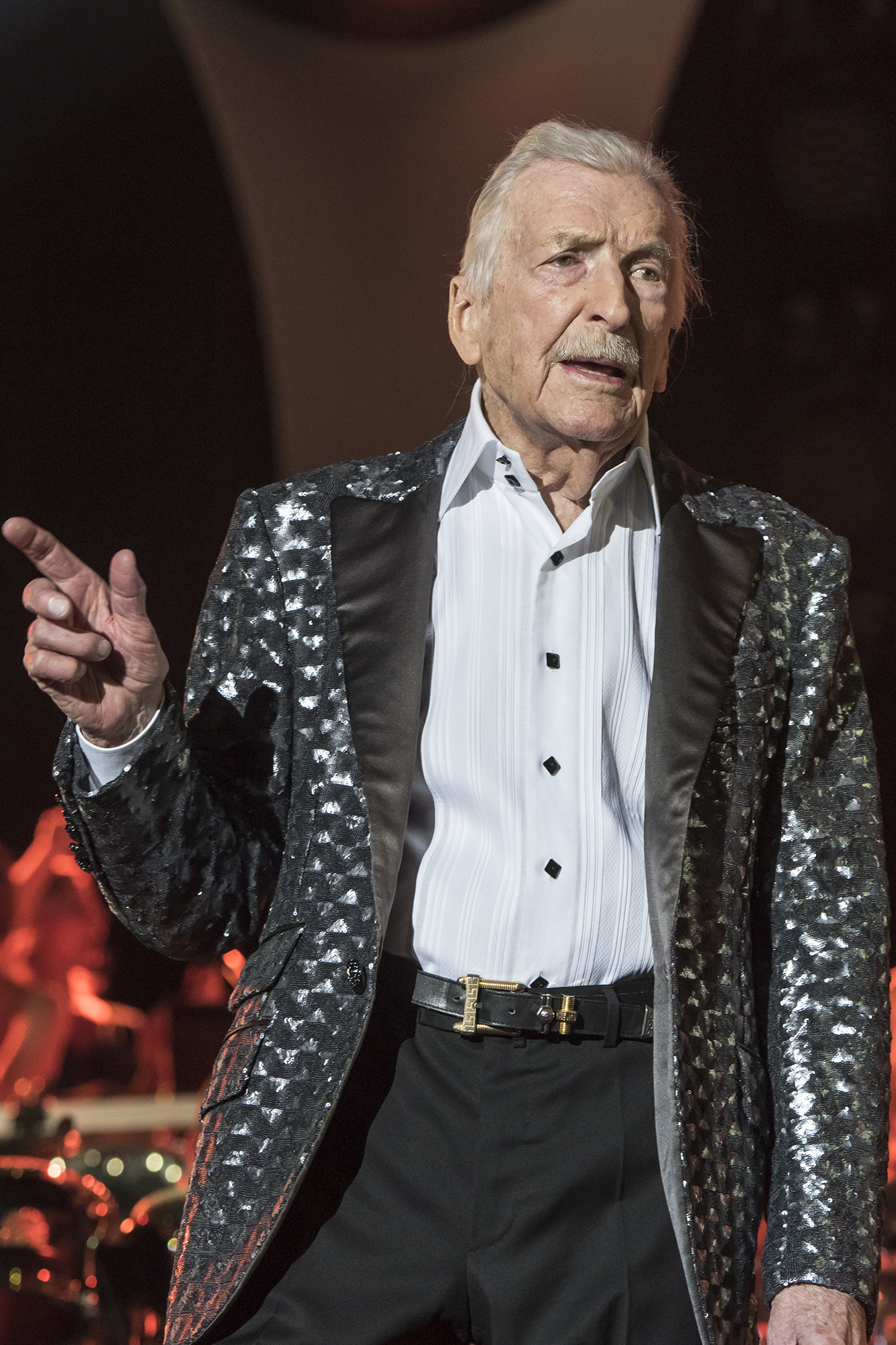
James Last (1929–2015)

- Last, Jay (1929–2021), US-amerikanischer Physiker
- Last, Jef (1898–1972), niederländischer Dichter und Schriftsteller
- Last, Martin (1938–1984), deutscher Historiker
- Last, Otto (1906–1990), deutscher Politiker (SED), stellvertretender Minister für Staatssicherheit
- Last, Peter R. (* 1952), australischer Ichthyologe und Meeresbiologe
- Last, Robert (1921–1986), deutscher Schlagzeuger
- Last, Samuel (1902–1991), österreichischer Neurologe
- Last, Werner jr. (* 1954), deutscher Musiker und Orchesterleiter
- Last-ter Haar, Ida (1893–1982), niederländische Jugendtheaterregisseurin, Pionierin des Kindertheaters
- Lasta, Ulrike (* 1968), italienische Schauspielerin
- Lastanosa, Vincencio Juan de (1607–1681), spanischer Gelehrter
- Lastauskienė, Giedrė (* 1967), litauische Juristin und Verfassungsrichterin
- Lastauskienė, Marija (1872–1957), litauische Schriftstellerin
- Lastella, Leonie (* 1981), deutsche Schriftstellerin
- Laster, Andy (* 1961), US-amerikanischer Jazzmusiker
- Lasterfahrer, Istari, deutscher Breakcore-Produzent und -DJ
- Lasterie, Adrie (1943–1991), niederländische Schwimmerin
- Lastheneia von Mantineia, antike griechische Philosophin
- Lastic, Alan Basil de (1929–2000), römisch-katholischer Geistlicher und Erzbischof von Delhi
- Lastic, Jean de (1371–1454), Großmeister des Johanniterordens
- Lastie, Melvin (1930–1972), US-amerikanischer Musiker
- Lastig, Gustav (1844–1930), deutscher Rechtswissenschaftler
- Lastiri, Raúl Alberto (1915–1978), argentinischer Politiker
- Lastman, Mel (1933–2021), kanadischer Politiker und 62. Bürgermeister von Toronto
- Lastman, Pieter († 1633), niederländischer Maler
- Lastotschkina, Jelisaweta Gurjewna (1869–1967), russisch-sowjetische Gehörlosenpädagogin
- Lastouski, Wazlau Justynawitsch (1883–1938), belarussischer Schriftsteller und Politiker
- Laštovička, Bohuslav (1905–1981), tschechoslowakischer Politiker
- Lastovka, Harald (1944–2016), deutscher Politiker (CDU), Oberbürgermeister von Stralsund
- Laštovka, Josef (* 1982), tschechischer Fußballspieler
- Lastra y Cuesta, Luis de la (1803–1876), spanischer Geistlicher, Erzbischof von Sevilla und Kardinal
- Lastra, Carlos (* 1875), chilenischer Maler
- Lastra, Cecilio (* 1951), spanischer Boxer im Federgewicht
- Lastra, Francisco de la (1777–1852), chilenischer Politiker
- Lastra, Jonathan (* 1993), spanischer Radrennfahrer
- Lastrapes, Jeffrey, US-amerikanischer Cellist und Musikpädagoge
- Lastras, Pablo (* 1976), spanischer Radrennfahrer
- Lastretti, Adolfo (1937–2018), italienischer Schauspieler
- Lastricati, Carlo (1923–2003), italienischer Filmschaffender
- Lastring, Fynn (* 2007), deutscher Basketballspieler
- Lastro, Franko (* 2003), österreichischer Handballspieler
- Laštůvka, Jan (* 1982), tschechischer Fußballtorhüter

### Lasu
- Lasuba, Agnes Kwaje (1948–2023), südsudanesische Politikerin
- Lasuen, Imanol (* 1996), spanischer Eishockeyspieler
- Lasúrtegui, Luis María (* 1956), spanischer Ruderer
- Lasuschin, Alexander Walerjewitsch (* 1988), russischer Eishockeytorwart
- Lasutin, Gennadi Nikolajewitsch (* 1966), sowjetisch-russischer Skilangläufer
- Lasutina, Larissa Jewgenjewna (* 1965), russische Skilangläuferin
- Lasutkin, Alexander Iwanowitsch (* 1957), russischer Kosmonaut
- Lasutkin, Aljaksandr (* 1983), belarussischer Skilangläufer
- Lasutkin, Dmytro (* 1978), ukrainischer Dichter, Sportreporter und Talkshow-Moderator

### Lasw
- Laswell, Bill (* 1955), US-amerikanischer Bassist, Komponist, Arrangeur, Produzent und Betreiber mehrerer PlattenlabelsBill Laswell (* 1955)

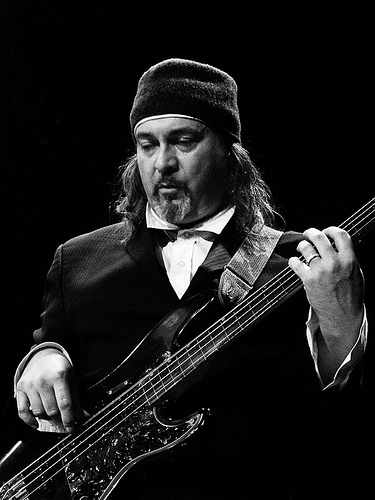
Bill Laswell (* 1955)

- Laswell, Greg (* 1974), US-amerikanischer Musiker, Tonmeister und Produzent

### Lasy
- Lasyk, Piotr (* 1979), polnischer Fußballschiedsrichter

### Lasz
- Laszar, Christine (1931–2021), deutsche SchauspielerinChristine Laszar (1931–2021)

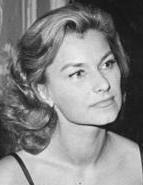
Christine Laszar (1931–2021)

- Laszczak, Andrzej (* 1976), polnischer Naturbahnrodler
- Laszczkowski, Jacek (* 1966), polnischer Sopranist und Tenor
- Łaszewski, Józef (* 1901), polnischer Ruderer
- Laszewski, Stefan von (1862–1924), deutscher und polnischer Jurist und Politiker, MdR
- Laszig, Helmut (1938–2024), deutscher Fußballspieler
- Laszig, Otto (1934–2014), deutscher Fußballspieler und -trainer
- Laszig, Parfen (* 1963), deutscher Psychoanalytiker
- Laszkiewicz, Daniel (* 1976), polnischer Eishockeyspieler
- Laszkiewicz, Leszek (* 1978), polnischer Eishockeyspieler
- László, Ákos (1871–1946), ungarischer Komponist
- László, Alexander (1895–1970), ungarisch-amerikanischer Pianist, Komponist und Erfinder
- Laszlo, Andrew (1926–2011), US-amerikanischer Kameramann ungarischer Herkunft
- László, Bulcsú (1922–2016), jugoslawischer bzw. kroatischer Sprachwissenschaftler, Informationswissenschaftler, Schriftsteller und Übersetzer
- Laszlo, Carl (1923–2013), ungarisch-schweizerischer Kunsthändler, Sammler und Autor
- László, Csaba (* 1964), ungarischer Fußballspieler und -trainer
- László, Dezső (1894–1949), ungarischer Offizier
- Laszlo, Ernest (1898–1984), ungarisch-US-amerikanischer Kameramann
- Laszlo, Erno (1898–1973), ungarisch-amerikanischer Arzt und Gründer der Kosmetologie
- László, Ervin (* 1932), ungarischer Wissenschaftsphilosoph, Systemtheoretiker und Autor
- Laszlo, Herbert (1940–2009), österreichischer Glücksforscher
- László, Jenő (1878–1919), ungarischer Politiker, Anwalt
- Laszlo, Ken (* 1954), italienischer Disco-Musiker
- Laszlo, Marikka, deutsche Fußballtorhüterin
- László, Miklós (1903–1973), ungarisch-amerikanischer Dramatiker
- László, Paul (1900–1993), ungarisch-amerikanischer moderner Architekt und Innenarchitekt
- László, Philip Alexius de (1869–1937), britischer PorträtmalerPhilip Alexius de László (1869–1937)

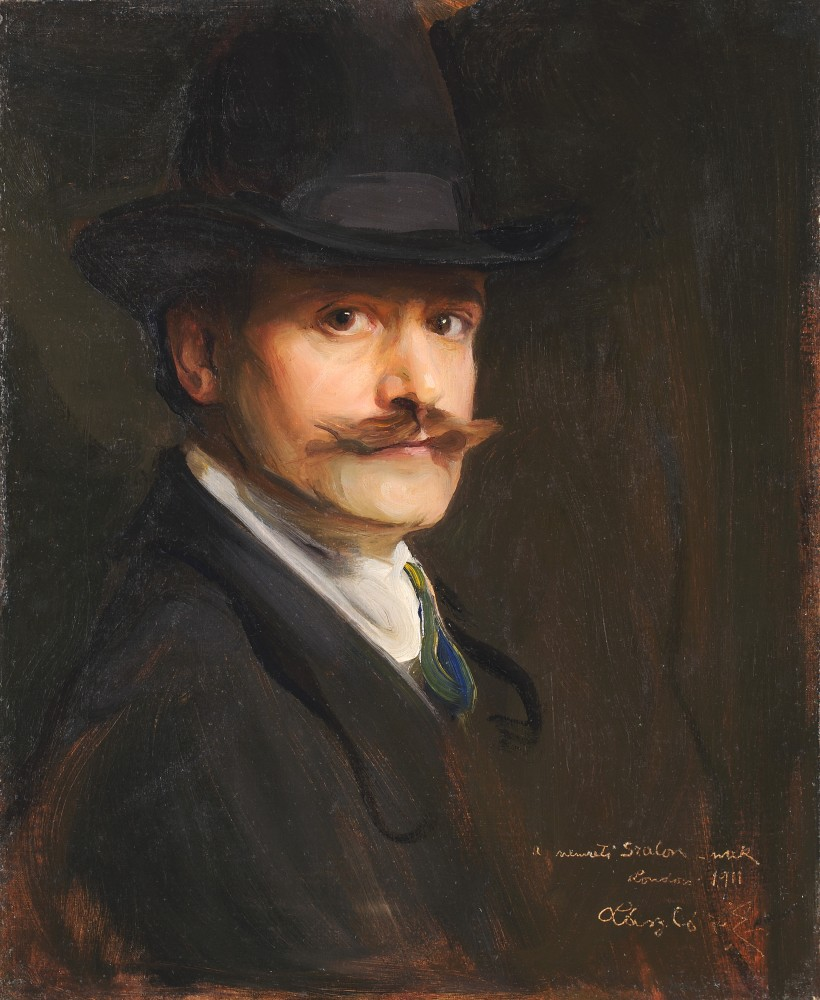
Philip Alexius de László (1869–1937)

- László, Stephan (1913–1995), österreichischer katholischer Bischof der Diözese Eisenstadt
- Lászlóffy, Aladár (1937–2009), rumänischer Schriftsteller
- Laszowski, Emilij (1868–1949), jugoslawischer Historiker